# Liste des matchs de l'équipe du Honduras de football par adversaire
Cette liste présente les matchs de l'équipe du Honduras de football par adversaire rencontré.
- Haut – A
- B
- C
- D
- E
- F
- G
- H
- I
- J
- K
- L
- M
- N
- O
- P
- Q
- R
- S
- T
- U
- V
- W
- X
- Y
- Z

## A

### Afrique du Sud

#### Confrontations
Confrontations en matchs officiels entre le Honduras et l'Afrique du Sud :
|   | Date            | Lieu           | Match                     | Score | Compétition  |
| - | --------------- | -------------- | ------------------------- | ----- | ------------ |
| 1 | 13 octobre 2015 | San Pedro Sula | Honduras - Afrique du Sud | 1-1   | Match amical |

#### Bilan
Au 22 août 2018 :
- Total de matchs disputés : 1
- Victoires de l'Afrique du Sud : 0
- Matchs nuls : 1
- Victoires du Honduras : 0
- Total de buts marqués par l'Afrique du Sud : 1
- Total de buts marqués par le Honduras : 1

### Angleterre

#### Confrontations
Confrontations en matchs officiels entre le Honduras et l'Angleterre :
|   | Date        | Lieu  | Match                 | Score | Compétition  |
| - | ----------- | ----- | --------------------- | ----- | ------------ |
| 1 | 7 juin 2014 | Miami | Angleterre - Honduras | 0-0   | Match amical |

#### Bilan
Au 22 août 2018 :
- Total de matchs disputés : 1
- Victoires de l'Angleterre : 0
- Matchs nuls : 1
- Victoires du Honduras : 0
- Total de buts marqués par l'Angleterre : 0
- Total de buts marqués par le Honduras : 0

### Antilles néerlandaises

#### Confrontations
Confrontations entre les Antilles néerlandaises et le Honduras en matchs officiels :
|   | Date             | Lieu           | Match                             | Score | Compétition                                                       |
| - | ---------------- | -------------- | --------------------------------- | ----- | ----------------------------------------------------------------- |
| 1 | 19 mars 1953     | San José       | Antilles néerlandaises - Honduras | 3-4   | Coupe CCCF 1953                                                   |
| 2 | 22 août 1955     | Tegucigalpa    | Honduras - Antilles néerlandaises | 0-2   | Coupe CCCF 1955                                                   |
| 3 | 27 février 1960  | La Havane      | Antilles néerlandaises - Honduras | 3-3   | Coupe CCCF 1960                                                   |
| 4 | 9 mars 1961      | San José       | Honduras - Antilles néerlandaises | 4-2   | Coupe CCCF 1961 (gr. 2)                                           |
| 5 | 7 avril 1963     | San Salvador   | Antilles néerlandaises - Honduras | 4-1   | Coupe des nations de la CONCACAF 1963 (tour final)                |
| 6 | 12 décembre 1973 | Port-au-Prince | Antilles néerlandaises - Honduras | 2-2   | Coupe des nations de la CONCACAF 1973 (phase finale)              |
| 7 | 12 juin 2004     | Willemstad     | Antilles néerlandaises - Honduras | 1-2   | Éliminatoires de la Coupe du monde 2006 (zone CONCACAF - 2e tour) |
| 8 | 19 juin 2004     | San Pedro Sula | Honduras - Antilles néerlandaises | 4-0   | Éliminatoires de la Coupe du monde 2006 (zone CONCACAF - 2e tour) |

#### Bilan
- Total de matchs disputés : 8
- Victoires des Antilles néerlandaises : 2
- Victoires du Honduras : 4
- Matchs nuls : 2
- Total de buts marqués par les Antilles néerlandaises : 17
- Total de buts marqués par le Honduras : 20

### Arabie saoudite
Confrontations en matchs officiels entre le Honduras et l'Arabie saoudite : 
|   | Date            | Lieu      | Match                      | Score | Compétition  |
| - | --------------- | --------- | -------------------------- | ----- | ------------ |
| 1 | 30 octobre 2022 | Abou Dabi | Arabie saoudite - Honduras | 0-0   | Match amical |

#### Bilian
Au 7 avril 2023 :
- Total de matchs disputés : 1
- Victoires du Honduras : 0
- Matchs nuls : 1
- Victoires de l'Arabie saoudite : 0
- Total de buts marqués par le Honduras : 0
- Total de buts marqués par l'Arabie saoudite : 0

### Argentine

#### Confrontations
Confrontations en matchs officiels entre le Honduras et l'Argentine :
|   | Date              | Lieu           | Match                | Score | Compétition  |
| - | ----------------- | -------------- | -------------------- | ----- | ------------ |
| 1 | 31 janvier 2003   | San Pedro Sula | Honduras - Argentine | 1-3   | Match amical |
| 2 | 27 mai 2016       | San Juan       | Argentine - Honduras | 1-0   | Match amical |
| 3 | 23 septembre 2022 | Miami Gardens  | Argentine - Honduras | 3-0   | Match amical |

#### Bilan
Au 26 septembre 2022 :
- Total de matchs disputés : 3
- Victoires de l'Argentine : 3
- Matchs nuls : 0
- Victoires du Honduras : 0
- Total de buts marqués par l'Argentine : 5
- Total de buts marqués par le Honduras : 1

### Aruba

#### Confrontations
Confrontations en matchs officiels entre le Honduras et Aruba :
|   | Date         | Lieu        | Match            | Score | Compétition                  |
| - | ------------ | ----------- | ---------------- | ----- | ---------------------------- |
| 1 | 22 août 1955 | Tegucigalpa | Honduras - Aruba | 1-1   | Coupe CCCF 1955 (tour final) |

#### Bilan
Au 22 août 2018 :
- Total de matchs disputés : 1
- Victoires d'Aruba : 0
- Matchs nuls : 1
- Victoires du Honduras : 0
- Total de buts marqués par Aruba : 1
- Total de buts marqués par le Honduras : 1

### Australie
Confrontations entre le Honduras et l'Australie en matchs officiels :
|   | Date             | Lieu           | Match                | Score | Compétition                                                    |
| - | ---------------- | -------------- | -------------------- | ----- | -------------------------------------------------------------- |
| 1 | 10 novembre 2017 | San Pedro Sula | Honduras - Australie | 0-0   | Éliminatoires de la Coupe du monde 2018 (barrage CONCACAF-AFC) |
| 2 | 15 novembre 2017 | Sydney         | Australie - Honduras | 3-1   | Éliminatoires de la Coupe du monde 2018 (barrage CONCACAF-AFC) |

#### Bilan
Au 22 août 2018 :
- Total de matchs disputés : 2
- Victoires de l'Australie : 1
- Matchs nuls : 1
- Victoires du Honduras : 0
- Total de buts marqués par l'Australie : 3
- Total de buts marqués par le Honduras : 1

### Azerbaïdjan
Confrontations entre le Honduras et l'Azerbaïdjan en matchs officiels :
|   | Date        | Lieu        | Match                  | Score | Compétition  |
| - | ----------- | ----------- | ---------------------- | ----- | ------------ |
| 1 | 2 juin 2010 | Zell am See | Azerbaïdjan - Honduras | 0-0   | Match amical |

#### Bilan
Au 22 août 2018 :
- Total de matchs disputés : 1
- Victoires de l'Azerbaïdjan : 0
- Matchs nuls : 1
- Victoires du Honduras : 0
- Total de buts marqués par l'Azerbaïdjan : 0
- Total de buts marqués par le Honduras : 0

## B

### Bermudes
Confrontations entre le Honduras et le Bermudes en matchs officiels:
|   | Date         | Lieu        | Match               | Score | Compétition                                            |
| - | ------------ | ----------- | ------------------- | ----- | ------------------------------------------------------ |
| 1 | 9 juin 2024  | Devonshire  | Bermudes - Honduras | 1-6   | Qualifications pour la Coupe du monde de football 2026 |
| 2 | 21 mars 2025 | Devonshire  | Bermudes - Honduras | 3-5   | Éliminatoires de la Gold Cup 2025                      |
| 3 | 25 mars 2025 | Tegucigalpa | Honduras - Bermudes | 2-0   | Éliminatoires de la Gold Cup 2025                      |

#### Bilan
Au 26 mars 2025 :
- Total de matchs disputés : 3
- Victoires du Bermudes : 4
- Matchs nuls : 0
- Victoires du Honduras : 13
- Total de buts marqués par le Bermudes : 4
- Total de buts marqués par le Honduras : 13

### Biélorussie
Confrontations entre le Honduras et la Biélorussie en matchs officiels :
|   | Date         | Lieu     | Match                  | Score | Compétition  |
| - | ------------ | -------- | ---------------------- | ----- | ------------ |
| 1 | 27 mai 2010  | Villach  | Biélorussie - Honduras | 2-2   | Match amical |
| 2 | 24 mars 2021 | Baryssaw | Biélorussie - Honduras | 1-1   | Match amical |

#### Bilan
Au 21 juin 2021 :
- Total de matchs disputés : 2
- Victoires de la Biélorussie : 1
- Matchs nuls : 2
- Victoires du Honduras : 1
- Total de buts marqués par la Biélorussie : 3
- Total de buts marqués par le Honduras : 3

### Belize

#### Confrontations
Confrontations entre le Belize et le Honduras en matchs officiels, :
|   | Date             | Lieu           | Match             | Score | Compétition                             |
| - | ---------------- | -------------- | ----------------- | ----- | --------------------------------------- |
| 1 | 19 mars 1999     | San José       | Honduras - Belize | 5-1   | Coupe UNCAF des nations 1999 (gr. A)    |
| 2 | 21 février 2005  | Guatemala      | Belize - Honduras | 0-4   | Coupe UNCAF des nations 2005 (gr. A)    |
| 3 | 23 mai 2008      | San Pedro Sula | Honduras - Belize | 2-0   | Match amical                            |
| 4 | 22 janvier 2009  | Tegucigalpa    | Honduras - Belize | 2-1   | Coupe UNCAF des nations 2009 (gr. A)    |
| 5 | 25 janvier 2013  | San José       | Honduras - Belize | 1-0   | Copa Centroamericana 2013 (demi-finale) |
| 6 | 3 septembre 2014 | Washington     | Honduras - Belize | 2-0   | Copa Centroamericana 2014 (gr. A)       |
| 7 | 8 octobre 2016   | Belmopan       | Belize - Honduras | 1-2   | Match amical                            |
| 8 | 2 novembre 2016  | San Pedro Sula | Honduras - Belize | 5-0   | Match amical                            |
| 9 | 22 janvier 2017  | Panama         | Belize - Honduras | 0-1   | Copa Centroamericana 2017               |

#### Bilan
Au 22 août 2018 :
- Total de matchs disputés : 9
- Victoires du Belize : 0
- Matchs nuls : 0
- Victoires du Honduras : 9
- Total de buts marqués par le Belize : 3
- Total de buts marqués par le Honduras : 24

### Bolivie
Confrontations entre le Honduras et la Bolivie en matchs officiels :
|   | Date            | Lieu           | Match              | Score | Compétition               |
| - | --------------- | -------------- | ------------------ | ----- | ------------------------- |
| 1 | 29 janvier 1993 | Cochabamba     | Bolivie - Honduras | 3-1   | Match amical              |
| 2 | 14 mars 1993    | San Pedro Sula | Honduras - Bolivie | 0-0   | Match amical              |
| 3 | 16 mars 1993    | Tegucigalpa    | Honduras - Bolivie | 0-0   | Match amical              |
| 4 | 16 juillet 2001 | Medellín       | Honduras - Bolivie | 2-0   | Copa América 2001 (gr. C) |
| 5 | 11 octobre 2003 | Washington     | Honduras - Bolivie | 1-0   | Match amical              |

#### Bilan
Au 22 août 2018 :
- Total de matchs disputés : 5
- Victoires de la Bolivie : 2
- Matchs nuls : 2
- Victoires du Honduras : 1
- Total de buts marqués par la Bolivie : 4
- Total de buts marqués par le Honduras : 3

### Brésil

#### Confrontations
Confrontations entre le Honduras et le Brésil en matchs officiels,.
|   | Date             | Lieu         | Match             | Score | Compétition                         |
| - | ---------------- | ------------ | ----------------- | ----- | ----------------------------------- |
| 1 | 8 juin 1994      | San Diego    | Brésil - Honduras | 8-2   | Match amical                        |
| 2 | 29 mars 1995     | Goiânia      | Brésil - Honduras | 1-1   | Match amical                        |
| 3 | 23 juillet 2001  | Manizales    | Brésil - Honduras | 0-2   | Copa América 2001 (quart de finale) |
| 4 | 15 juillet 2003  | Mexico       | Honduras - Brésil | 1-2   | Gold Cup 2003 (gr. A)               |
| 5 | 16 novembre 2013 | Miami        | Brésil - Honduras | 5-0   | Match amical                        |
| 6 | 16 juin 2015     | Porto Alegre | Brésil - Honduras | 1-0   | Match amical                        |
| 7 | 7 juin 2019      | Porto Alegre | Brésil - Honduras | 7-0   | Match amical                        |

#### Bilan
Au 14 juin 2019 :
- Total de matchs disputés : 7
- Victoires du Brésil : 5
- Matchs nuls : 1
- Victoires du Honduras : 1
- Total de buts marqués par le Brésil : 24
- Total de buts marqués par le Honduras : 6

## C

### Canada

#### Confrontations
Confrontations entre le Honduras et le Canada en matchs officiels :
|    | Date              | Lieu                      | Match             | Score | Compétition                                                       |
| -- | ----------------- | ------------------------- | ----------------- | ----- | ----------------------------------------------------------------- |
| 1  | 9 novembre 1980   | Tegucigalpa               | Honduras - Canada | 2-0   | Match amical                                                      |
| 2  | 12 novembre 1981  | Tegucigalpa               | Honduras - Canada | 2-1   | Coupe des nations de la CONCACAF 1981 (tour final)                |
| 3  | 11 décembre 1983  | San Pedro Sula            | Honduras - Canada | 3-1   | Match amical                                                      |
| 4  | 14 décembre 1983  | Tegucigalpa               | Honduras - Canada | 1-0   | Match amical                                                      |
| 5  | 25 août 1985      | Tegucigalpa               | Honduras - Canada | 0-1   | Coupe des nations de la CONCACAF 1985 (tour final)                |
| 6  | 14 septembre 1985 | Saint-Jean de Terre-Neuve | Canada - Honduras | 2-1   | Coupe des nations de la CONCACAF 1985 (tour final)                |
| 7  | 28 juin 1991      | Los Angeles               | Honduras - Canada | 4-2   | Gold Cup 1991 (gr. A)                                             |
| 8  | 4 avril 1993      | Tegucigalpa               | Honduras - Canada | 2-2   | Éliminatoires de la Coupe du monde 1994 (zone CONCACAF - 3e tour) |
| 9  | 18 avril 1993     | Vancouver                 | Canada - Honduras | 3-1   | Éliminatoires de la Coupe du monde 1994 (zone CONCACAF - 3e tour) |
| 10 | 10 janvier 1996   | Anaheim                   | Canada - Honduras | 3-1   | Gold Cup 1996 (gr. B)                                             |
| 11 | 30 mai 2000       | Hershey                   | Canada - Honduras | 2-1   | Match amical                                                      |
| 12 | 2 juillet 2005    | Burnaby                   | Canada - Honduras | 1-2   | Match amical                                                      |
| 13 | 4 septembre 2004  | Edmonton                  | Canada - Honduras | 1-1   | Éliminatoires de la Coupe du monde 2006 (zone CONCACAF - 3e tour) |
| 14 | 9 octobre 2004    | San Pedro Sula            | Honduras - Canada | 1-1   | Éliminatoires de la Coupe du monde 2006 (zone CONCACAF - 3e tour) |
| 15 | 6 septembre 2008  | Montréal                  | Canada - Honduras | 1-2   | Éliminatoires de la Coupe du monde 2010 (zone CONCACAF, 3e tour)  |
| 16 | 11 octobre 2008   | San Pedro Sula            | Honduras - Canada | 3-1   | Éliminatoires de la Coupe du monde 2010 (zone CONCACAF, 3e tour)  |
| 17 | 18 juillet 2009   | Philadelphie              | Canada - Honduras | 0-1   | Gold Cup 2009 (quart de finale)                                   |
| 18 | 7 septembre 2010  | Montréal                  | Canada - Honduras | 2-1   | Match amical                                                      |
| 19 | 12 juin 2012      | Toronto                   | Canada - Honduras | 0-0   | Éliminatoires de la Coupe du monde 2014 (zone CONCACAF, 3e tour)  |
| 20 | 16 octobre 2012   | San Pedro Sula            | Honduras - Canada | 8-1   | Éliminatoires de la Coupe du monde 2014 (zone CONCACAF, 3e tour)  |
| 21 | 13 novembre 2015  | Vancouver                 | Canada - Honduras | 1-0   | Éliminatoires de la Coupe du monde 2018 (zone CONCACAF, 4e tour)  |
| 22 | 2 septembre 2016  | San Pedro Sula            | Honduras - Canada | 2-1   | Éliminatoires de la Coupe du monde 2018 (zone CONCACAF, 4e tour)  |
| 23 | 14 juillet 2017   | Frisco                    | Canada - Honduras | 0-0   | Gold Cup 2017 (gr. A)                                             |
| 24 | 2 septembre 2021  | Toronto                   | Canada - Honduras | 1-1   | Éliminatoires de la Coupe du monde de football 2022               |
| 25 | 27 janvier 2022   | San Pedro Sula            | Honduras - Canada | 0-2   | Éliminatoires de la Coupe du monde de football 2022               |
| 26 | 14 juin 2022      | San Pedro Sula            | Honduras - Canada | 2-1   | Ligue des nations de la CONCACAF 2022-2023                        |
| 27 | 28 mars 2023      | Toronto                   | Canada - Honduras | 4-1   | Ligue des nations de la CONCACAF 2022-2023                        |

#### Bilan
Au 7 avril 2022 :
- Total de matchs disputés : 27
- Victoires du Honduras : 15
- Matchs nuls : 6
- Victoires du Canada : 15
- Total de buts marqués par le Honduras : 43
- Total de buts marqués par le Canada : 35

### Chili

#### Confrontations
Confrontations entre le Honduras et le Chili en matchs officiels.
|   | Date              | Lieu            | Match            | Score | Compétition                 |
| - | ----------------- | --------------- | ---------------- | ----- | --------------------------- |
| 1 | 26 janvier 1997   | Santiago        | Chili - Honduras | 3-2   | Match amical                |
| 2 | 22 mars 2000      | Santiago        | Chili - Honduras | 5-2   | Match amical                |
| 3 | 21 mars 2001      | San Pedro Sula  | Honduras - Chili | 3-1   | Match amical                |
| 4 | 11 juin 2003      | San Pedro Sula  | Honduras - Chili | 1-2   | Match amical                |
| 5 | 18 janvier 2009   | Fort Lauderdale | Honduras - Chili | 2-0   | Match amical                |
| 6 | 16 juin 2010      | Nelspruit       | Honduras - Chili | 0-1   | Coupe du monde 2010 (gr. H) |
| 7 | 20 novembre 2018  | Temuco          | Chili - Honduras | 4-1   | Match amical                |
| 8 | 10 septembre 2019 | San Pedro Sula  | Honduras - Chili | 2-1   | Match amical                |

#### Bilan
Au 3 novembre 2019 :
- Total de matchs disputés : 8
- Victoires du Chili : 5
- Victoires du Honduras : 3
- Matchs nuls : 0
- Total de buts marqués par le Chili : 17
- Total de buts marqués par le Honduras : 13

### Chine

#### Confrontations
Confrontations entre le Honduras et la Chine en matchs officiels.
|   | Date             | Lieu   | Match            | Score | Compétition  |
| - | ---------------- | ------ | ---------------- | ----- | ------------ |
| 1 | 12 février 2006  | Canton | Chine - Honduras | 0-1   | Match amical |
| 2 | 29 mars 2011     | Wuhan  | Chine - Honduras | 3-0   | Match amical |
| 3 | 18 novembre 2014 | Xi'an  | Chine - Honduras | 0-0   | Match amical |

#### Bilan
Au 22 août 2018 :
- Total de matchs disputés : 3
- Victoires de la Chine : 1
- Matchs nuls : 1
- Victoires du Honduras : 1
- Total de buts marqués par la Chine : 3
- Total de buts marqués par le Honduras : 1

### Colombie

#### Confrontations
Confrontations entre le Honduras et la Colombie en matchs officiels.
|    | Date              | Lieu            | Match               | Score | Compétition                     |
| -- | ----------------- | --------------- | ------------------- | ----- | ------------------------------- |
| 1  | 10 mars 1950      | Guatemala       | Honduras - Colombie | 2-0   | Match amical                    |
| 2  | 6 mars 1996       | Miami           | Colombie - Honduras | 2-1   | Match amical                    |
| 3  | 1er novembre 1996 | New York        | Colombie - Honduras | 2-1   | Match amical                    |
| 4  | 16 février 2000   | Miami           | Honduras - Colombie | 2-0   | Gold Cup 2000 (gr. A)           |
| 5  | 26 juillet 2001   | Manizales       | Colombie - Honduras | 2-0   | Copa América 2001 (demi-finale) |
| 6  | 20 novembre 2002  | San Pedro Sula  | Honduras - Colombie | 1-0   | Match amical                    |
| 7  | 30 avril 2003     | Miami           | Colombie - Honduras | 0-0   | Match amical                    |
| 8  | 18 février 2004   | Tegucigalpa     | Honduras - Colombie | 0-0   | Match amical                    |
| 9  | 10 juillet 2005   | Miami           | Honduras - Colombie | 2-1   | Gold Cup 2005 (gr. A)           |
| 10 | 26 mars 2008      | Fort Lauderdale | Honduras - Colombie | 2-1   | Match amical                    |
| 11 | 3 septembre 2011  | Harrison        | Colombie - Honduras | 2-0   | Match amical                    |
| 12 | 16 janvier 2022   | Fort Lauderdale | Colombie - Honduras | 2-1   | Match amical                    |

#### Bilan
Au 29 juillet 2022 :
- Total de matchs disputés : 12
- Victoires de la Colombie : 5
- Matchs nuls : 2
- Victoires du Honduras : 6
- Total de buts marqués par la Colombie : 13
- Total de buts marqués par le Honduras : 13

### Corée du Sud

#### Confrontations
Confrontations entre le Honduras et la Corée du Sud en matchs officiels.
|   | Date         | Lieu        | Match                   | Score | Compétition  |
| - | ------------ | ----------- | ----------------------- | ----- | ------------ |
| 1 | 11 juin 1994 | Duncanville | Honduras - Corée du Sud | 0-3   | Match amical |
| 2 | 25 mars 2011 | Séoul       | Corée du Sud - Honduras | 4-0   | Match amical |
| 3 | 28 mai 2018  | Daegu       | Corée du Sud - Honduras | 2-0   | Match amical |

#### Bilan
Au 22 août 2018 :
- Total de matchs disputés : 3
- Victoires de la Corée du Sud : 3
- Matchs nuls : 0
- Victoires du Honduras : 0
- Total de buts marqués par la Corée du Sud : 0
- Total de buts marqués par le Honduras : 9

### Costa Rica

#### Confrontations
Confrontations en matchs officiels entre le Costa Rica et le Honduras :
|    | Date              | Lieu            | Match                 | Score           | Compétition                                                            |
| -- | ----------------- | --------------- | --------------------- | --------------- | ---------------------------------------------------------------------- |
| 1  | 4 avril 1930      | La Havane       | Costa Rica - Honduras | 8-0             | Jeux d'Amérique centrale et des Caraïbes de 1930 (tour final)          |
| 2  | 3 avril 1935      | San Salvador    | Costa Rica - Honduras | 6-0             | Jeux d'Amérique centrale et des Caraïbes de 1935 (tour final)          |
| 3  | 7 mars 1946       | San José        | Costa Rica - Honduras | 5-1             | Coupe CCCF 1946                                                        |
| 4  | 13 mars 1953      | San José        | Costa Rica - Honduras | 4-1             | Coupe CCCF 1953                                                        |
| 5  | 28 août 1955      | Tegucigalpa     | Honduras - Costa Rica | 1-2             | Coupe CCCF 1955                                                        |
| 6  | 14 décembre 1959  | San Salvador    | Costa Rica - Honduras | 6-1             | Match amical                                                           |
| 7  | 20 février 1960   | La Havane       | Costa Rica - Honduras | 1-1             | Coupe CCCF 1960                                                        |
| 8  | 4 septembre 1960  | Tegucigalpa     | Honduras - Costa Rica | 2-1             | Éliminatoires de la Coupe du monde 1962 (zone CONCACAF - 1er tour)     |
| 9  | 11 septembre 1960 | San José        | Costa Rica - Honduras | 5-0             | Éliminatoires de la Coupe du monde 1962 (zone CONCACAF - 1er tour)     |
| 10 | 14 janvier 1961   | Guatemala       | Honduras - Costa Rica | 0-1             | Éliminatoires de la Coupe du monde 1962 (zone CONCACAF - 1er tour)     |
| 11 | 20 mars 1961      | San José        | Costa Rica - Honduras | 3-0             | Coupe CCCF 1961                                                        |
| 12 | 5 avril 1963      | San Salvador    | Costa Rica - Honduras | 2-1             | Coupe des nations de la CONCACAF 1963 (tour final)                     |
| 13 | 11 juillet 1965   | Tegucigalpa     | Honduras - Costa Rica | 1-1             | Match amical                                                           |
| 14 | 22 décembre 1968  | Tegucigalpa     | Honduras - Costa Rica | 1-0             | Éliminatoires de la Coupe du monde 1970 (zone CONCACAF - 1er tour)     |
| 15 | 29 décembre 1968  | San José        | Costa Rica - Honduras | 1-1             | Éliminatoires de la Coupe du monde 1970 (zone CONCACAF - 1er tour)     |
| 16 | 22 novembre 1971  | Port-d'Espagne  | Costa Rica - Honduras | 2-1             | Coupe des nations de la CONCACAF 1971 (tour final)                     |
| 17 | 3 décembre 1972   | Tegucigalpa     | Honduras - Costa Rica | 2-1             | Coupe des nations de la CONCACAF 1973 (tour préliminaire)              |
| 18 | 10 décembre 1972  | San José        | Costa Rica - Honduras | 3-3             | Coupe des nations de la CONCACAF 1973 (tour préliminaire)              |
| 19 | 6 mars 1980       | Tegucigalpa     | Honduras - Costa Rica | 1-1             | Match amical                                                           |
| 20 | 16 avril 1980     | San José        | Costa Rica - Honduras | 1-1             | Match amical                                                           |
| 21 | 1er octobre 1980  | San José        | Costa Rica - Honduras | 2-3             | Coupe des nations de la CONCACAF 1981 (tour préliminaire)              |
| 22 | 16 novembre 1980  | Tegucigalpa     | Honduras - Costa Rica | 1-1             | Coupe des nations de la CONCACAF 1981 (tour préliminaire)              |
| 23 | 11 août 1985      | San José        | Costa Rica - Honduras | 2-2             | Coupe des nations de la CONCACAF 1985 (tour final)                     |
| 24 | 8 septembre 1985  | Tegucigalpa     | Honduras - Costa Rica | 3-1             | Coupe des nations de la CONCACAF 1985 (tour final)                     |
| 25 | 26 mai 1991       | San José        | Costa Rica - Honduras | 2-0             | Coupe UNCAF des nations 1991                                           |
| 26 | 5 juillet 1991    | Los Angeles     | Honduras - Costa Rica | 2-0             | Gold Cup 1991 (demi-finale)                                            |
| 27 | 8 novembre 1992   | San José        | Costa Rica - Honduras | 2-3             | Éliminatoires de la Coupe du monde 1994 (zone CONCACAF - 2e tour)      |
| 28 | 5 décembre 1992   | Tegucigalpa     | Honduras - Costa Rica | 2-1             | Éliminatoires de la Coupe du monde 1994 (zone CONCACAF - 2e tour)      |
| 29 | 7 mars 1993       | Tegucigalpa     | Honduras - Costa Rica | 2-0             | Coupe UNCAF des nations 1993                                           |
| 31 | 7 décembre 1995   | San Salvador    | Honduras - Costa Rica | 1-1 (tab : 4-2) | Coupe UNCAF des nations 1995 (demi-finale)                             |
| 32 | 4 août 1996       | San José        | Costa Rica - Honduras | 1-1             | Match amical                                                           |
| 33 | 11 août 1996      | Tegucigalpa     | Honduras - Costa Rica | 0-0             | Match amical                                                           |
| 34 | 23 avril 1997     | Guatemala       | Costa Rica - Honduras | 4-0             | Coupe UNCAF des nations 1997 (tour final)                              |
| 35 | 22 janvier 1998   | Nicoya          | Costa Rica - Honduras | 1-4             | Match amical                                                           |
| 36 | 21 mars 1999      | San José        | Costa Rica - Honduras | 0-1             | Coupe UNCAF des nations 1999 (gr. A)                                   |
| 37 | 26 mars 1999      | San José        | Costa Rica - Honduras | 1-2             | Coupe UNCAF des nations 1999 (tour final)                              |
| 38 | 29 décembre 1999  | Alajuela        | Costa Rica - Honduras | 1-1             | Match amical                                                           |
| 39 | 28 février 2001   | San José        | Costa Rica - Honduras | 2-2             | Qualification pour la Coupe du monde 2002 (zone CONCACAF - tour final) |
| 40 | 1er juillet 2001  | Tegucigalpa     | Honduras - Costa Rica | 2-3             | Qualification pour la Coupe du monde 2002 (zone CONCACAF - tour final) |
| 41 | 13 juillet 2001   | Medellín        | Honduras - Costa Rica | 0-1             | Copa América 2001 (gr. C)                                              |
| 42 | 18 février 2003   | Panama          | Costa Rica - Honduras | 1-0             | Coupe UNCAF des nations 2003 (tour final)                              |
| 43 | 18 août 2004      | Alajuela        | Costa Rica - Honduras | 2-5             | Éliminatoires de la Coupe du monde 2006 (zone CONCACAF - 3e tour)      |
| 44 | 17 novembre 2004  | San Pedro Sula  | Honduras - Costa Rica | 0-0             | Éliminatoires de la Coupe du monde 2006 (zone CONCACAF - 3e tour)      |
| 45 | 27 février 2005   | Guatemala       | Costa Rica - Honduras | 1-1 (tab : 7-6) | Coupe UNCAF des nations 2005 (finale)                                  |
| 46 | 16 juillet 2005   | Foxborough      | Honduras - Costa Rica | 3-2             | Gold Cup 2005 (quart de finale)                                        |
| 47 | 9 février 2007    | San Salvador    | Costa Rica - Honduras | 3-1             | Coupe UNCAF des nations 2007 (gr. B)                                   |
| 48 | 9 septembre 2007  | Hartford        | Costa Rica - Honduras | 0-0 (tab : 3-2) | Match amical                                                           |
| 49 | 11 février 2009   | San José        | Costa Rica - Honduras | 2-0             | Éliminatoires de la Coupe du monde 2010 : zone CONCACAF (4e tour)      |
| 50 | 12 août 2009      | San Pedro Sula  | Honduras - Costa Rica | 4-0             | Éliminatoires de la Coupe du monde 2010 : zone CONCACAF (4e tour)      |
| 51 | 23 janvier 2011   | Panama          | Honduras - Costa Rica | 2-1             | Copa Centroamericana 2011 (finale)                                     |
| 52 | 18 juin 2011      | East Rutherford | Costa Rica - Honduras | 1-1 (tab : 2-4) | Gold Cup 2011 (quart de finale)                                        |
| 53 | 11 avril 2012     | San José        | Costa Rica - Honduras | 1-1             | Match amical                                                           |
| 54 | 27 janvier 2013   | San José        | Costa Rica - Honduras | 1-0             | Copa Centroamericana 2013 (finale)                                     |
| 55 | 7 juin 2013       | San José        | Costa Rica - Honduras | 1-0             | Éliminatoires de la Coupe du monde 2014 (zone CONCACAF, 4e tour)       |
| 56 | 21 juillet 2013   | Baltimore       | Honduras - Costa Rica | 1-0             | Gold Cup 2013 (quart de finale)                                        |
| 57 | 11 octobre 2013   | San Pedro Sula  | Honduras - Costa Rica | 1-0             | Éliminatoires de la Coupe du monde 2014 (zone CONCACAF, 4e tour)       |
| 58 | 20 janvier 2017   | Panama          | Honduras - Costa Rica | 1-1             | Copa Centroamericana 2017                                              |
| 59 | 28 mars 2017      | San Pedro Sula  | Honduras - Costa Rica | 1-1             | Éliminatoires de la Coupe du monde 2018 (zone CONCACAF, 5e tour)       |
| 60 | 7 juillet 2017    | Harrison        | Honduras - Costa Rica | 0-1             | Gold Cup 2017 (gr. A)                                                  |
| 61 | 7 octobre 2017    | San José        | Costa Rica - Honduras | 1-1             | Éliminatoires de la Coupe du monde 2018 (zone CONCACAF, 5e tour)       |
| 62 | 7 octobre 2021    | San Pedro Sula  | Honduras - Costa Rica | 0-0             | Éliminatoires de la Coupe du monde de football 2022                    |
| 63 | 16 novembre 2021  | San José        | Costa Rica - Honduras | 2-1             | Éliminatoires de la Coupe du monde de football 2022                    |
| 64 | 23 mars 2024      | Frisco          | Costa Rica - Honduras | 3-1             | Repêchage de la Concacaf qualificatif pour la Copa América 2024 (en)   |

#### Bilan
Au 30 mars 2024 :
- Total de matchs disputés : 65
- Victoires du Costa Rica : 26
- Matchs nuls : 23
- Victoires du Honduras : 20
- Total de buts marqués par le Costa Rica : 106
- Total de buts marqués par le Honduras : 77

### Cuba

#### Confrontations
Confrontations en matchs officiels entre Cuba et le Honduras :
|    | Date              | Lieu           | Match           | Score | Compétition                                                      |
| -- | ----------------- | -------------- | --------------- | ----- | ---------------------------------------------------------------- |
| 1  | 20 mars 1930      | La Havane      | Cuba - Honduras | 7-0   | Jeux d'Amérique centrale et des Caraïbes de 1930 (gr. A)         |
| 2  | 23 mars 1930      | La Havane      | Cuba - Honduras | 5-0   | Jeux d'Amérique centrale et des Caraïbes de 1930 (tour final)    |
| 3  | 25 mars 1935      | San Salvador   | Cuba - Honduras | 3-0   | Jeux d'Amérique centrale et des Caraïbes de 1935 (tour final)    |
| 4  | 14 août 1955      | Tegucigalpa    | Honduras - Cuba | 3-0   | Coupe CCCF 1955                                                  |
| 5  | 17 août 1957      | Willemstad     | Honduras - Cuba | 2-0   | Coupe CCCF 1957                                                  |
| 6  | 23 février 1960   | La Havane      | Cuba - Honduras | 2-1   | Coupe CCCF 1960                                                  |
| 7  | 24 novembre 1971  | Port-d'Espagne | Cuba - Honduras | 3-1   | Coupe des nations de la CONCACAF 1971 (tour final)               |
| 8  | 8 novembre 1981   | Tegucigalpa    | Honduras - Cuba | 2-0   | Coupe des nations de la CONCACAF 1981 (tour final)               |
| 9  | 25 août 1996      | Tegucigalpa    | Honduras - Cuba | 4-0   | Match amical                                                     |
| 10 | 28 août 1996      | San Pedro Sula | Honduras - Cuba | 2-2   | Match amical                                                     |
| 11 | 13 juin 2007      | Houston        | Cuba - Honduras | 0-5   | Gold Cup 2007 (gr. C)                                            |
| 12 | 7 septembre 2012  | San José       | Cuba - Honduras | 0-3   | Éliminatoires de la Coupe du monde 2014 (zone CONCACAF, 3e tour) |
| 13 | 11 septembre 2012 | San Pedro Sula | Honduras - Cuba | 1-0   | Éliminatoires de la Coupe du monde 2014 (zone CONCACAF, 3e tour) |
| 14 | 16 décembre 2015  | Comayagua      | Honduras - Cuba | 2-0   | Match amical                                                     |
| 15 | 13 octobre 2023   | Santo Domingo  | Cuba - Honduras | 0-0   | Ligue des nations de la CONCACAF 2023-2024                       |
| 16 | 15 octobre 2023   | Tegucigalpa    | Honduras - Cuba | 4-0   | Ligue des nations de la CONCACAF 2023-2024                       |
| 17 | 6 juin 2024       | Tegucigalpa    | Honduras - Cuba | 3-1   | Éliminatoires de la Coupe du monde de football 2026              |

#### Bilan
Au 3 octobre 2024 :
- Total de matchs disputés : 17
- Victoires de Cuba : 6
- Matchs nuls : 2
- Victoires du Honduras : 14
- Total de buts marqués par Cuba : 23
- Total de buts marqués par le Honduras : 32

### Curaçao

#### Confrontations
Confrontations en matchs officiels entre Curaçao et le Honduras :
|   | Date         | Lieu           | Match              | Score | Compétition                                                   |
| - | ------------ | -------------- | ------------------ | ----- | ------------------------------------------------------------- |
| 1 | 9 mars 1950  | Guatemala      | Honduras - Curaçao | 1-2   | Jeux d'Amérique centrale et des Caraïbes de 1950 (tour final) |
| 2 | 11 août 1957 | Willemstad     | Curaçao - Honduras | 1-1   | Coupe CCCF 1957                                               |
| 3 | 21 juin 2019 | Houston        | Honduras - Curaçao | 0-1   | Gold Cup 2019 (gr. C)                                         |
| 4 | 3 juin 2022  | Willemstad     | Curaçao - Honduras | 0-1   | Ligue des nations de la CONCACAF 2022-2023                    |
| 5 | 6 juin 2022  | San Pedro Sula | Honduras - Curaçao | 1-2   | Ligue des nations de la CONCACAF 2022-2023                    |

#### Bilan
Au 6 juillet 2022 :
- Total de matchs disputés : 5
- Victoires de Curaçao : 4
- Matchs nuls : 1
- Victoires du Honduras : 2
- Total de buts marqués par Curaçao : 6
- Total de buts marqués par le Honduras : 4

## E

### Émirats arabes unis
Confrontations entre les Émirats arabes unis et le Honduras :
|   | Date            | Lieu      | Match                          | Score | Compétition  |
| - | --------------- | --------- | ------------------------------ | ----- | ------------ |
| 1 | 11 octobre 2018 | Barcelone | Émirats arabes unis - Honduras | 1-1   | Match amical |

#### Bilan
Au 17 octobre 2018 :
- Total de matchs disputés : 1
- Victoires du Honduras: 0
- Matchs nuls : 1
- Victoires des Émirats arabes unis : 0
- Total de buts marqués par le Honduras : 1
- Total de buts marqués par les Émirats arabes unis : 1

### Équateur

#### Confrontations
Confrontations entre le Honduras et l'Équateur en matchs officiels.
|    | Date              | Lieu            | Match               | Score           | Compétition                 |
| -- | ----------------- | --------------- | ------------------- | --------------- | --------------------------- |
| 1  | 7 décembre 1984   | Tegucigalpa     | Honduras - Équateur | 0-0             | Match amical                |
| 2  | 15 juin 1988      | Tegucigalpa     | Honduras - Équateur | 1-1             | Match amical                |
| 3  | 17 juin 1988      | Tegucigalpa     | Honduras - Équateur | 0-1             | Match amical                |
| 4  | 27 janvier 2000   | Tegucigalpa     | Honduras - Équateur | 1-1             | Match amical                |
| 5  | 8 mars 2000       | Guayaquil       | Équateur - Honduras | 1-3             | Match amical                |
| 6  | 7 juillet 2001    | Miami           | Honduras - Équateur | 1-1             | Match amical                |
| 7  | 28 avril 2004     | Fort Lauderdale | Honduras - Équateur | 1-1             | Match amical                |
| 8  | 25 janvier 2006   | Guayaquil       | Équateur - Honduras | 1-0             | Match amical                |
| 9  | 12 septembre 2007 | San Pedro Sula  | Honduras - Équateur | 2-1             | Match amical                |
| 10 | 9 février 2011    | La Ceiba        | Honduras - Équateur | 1-1 (tab : 4-5) | Match amical                |
| 11 | 29 février 2012   | Guayaquil       | Équateur - Honduras | 2-0             | Match amical                |
| 12 | 19 novembre 2013  | Houston         | Honduras - Équateur | 2-2             | Match amical                |
| 13 | 20 juin 2014      | Curitiba        | Honduras - Équateur | 1-2             | Coupe du monde 2014 (gr. E) |
| 14 | 8 septembre 2015  | Quito           | Équateur - Honduras | 2-0             | Match amical                |
| 15 | 22 février 2017   | Guayaquil       | Équateur - Honduras | 3-1             | Match amical                |
| 16 | 26 mars 2019      | Harrison        | Honduras - Équateur | 0-0             | Match amical                |

#### Bilan
Au 27 mars 2019 :
- Total de matchs disputés : 16
- Victoires de l'Équateur : 6
- Victoires du Honduras : 2
- Matchs nuls : 8
- Total de buts marqués par l'Équateur : 20
- Total de buts marqués par le Honduras : 14

### Espagne

#### Confrontations
Confrontations entre le Honduras et l'Espagne en matchs officiels.
|   | Date         | Lieu         | Match              | Score | Compétition                 |
| - | ------------ | ------------ | ------------------ | ----- | --------------------------- |
| 1 | 16 juin 1982 | Valence      | Espagne - Honduras | 1-1   | Coupe du monde 1982 (gr. 5) |
| 2 | 21 juin 2010 | Johannesburg | Espagne - Honduras | 2-0   | Coupe du monde 2010 (gr. H) |

#### Bilan
Au 22 août 2018 :
- Total de matchs disputés : 2
- Victoires de l'Espagne : 1
- Matchs nuls : 1
- Victoires du Honduras : 0
- Total de buts marqués par l'Espagne : 3
- Total de buts marqués par le Honduras : 1

### États-Unis
Confrontations entre les États-Unis et le Honduras :
| #  | Date               | Lieu            | Match                 | Score            | Compétition                                                      |
| -- | ------------------ | --------------- | --------------------- | ---------------- | ---------------------------------------------------------------- |
| 1  | 17 mars 1965       | San Pedro Sula  | Honduras - États-Unis | 0-1              | Éliminatoires pour la Coupe du monde 1966                        |
| 2  | 21 mars 1965       | Tegucigalpa     | Honduras - États-Unis | 1-1              | Éliminatoires pour la Coupe du monde 1966                        |
| 3  | 7 juillet 1991     | Los Angeles     | États-Unis - Honduras | 1-1 (4-3 t.a.b.) | Gold Cup 1991 (finale)                                           |
| 4  | 25 mars 1993       | San Pedro Sula  | Honduras - États-Unis | 4-1              | Match amical                                                     |
| 5  | 17 juillet 1993    | Dallas          | États-Unis - Honduras | 1-0              | Gold Cup 1993 (groupe A)                                         |
| 6  | 11 décembre 1994   | Fullerton       | États-Unis - Honduras | 1-1              | Match amical                                                     |
| 7  | 28 mars 2001       | San Pedro Sula  | Honduras - États-Unis | 1-2              | Éliminatoires pour la Coupe du monde 2002                        |
| 8  | 1er septembre 2001 | Washington      | États-Unis - Honduras | 2-3              | Éliminatoires pour la Coupe du monde 2002                        |
| 9  | 2 mars 2002        | Seattle         | États-Unis - Honduras | 4-0              | Match amical                                                     |
| 10 | 2 juin 2004        | Foxborough      | États-Unis - Honduras | 4-0              | Match amical                                                     |
| 11 | 19 mars 2005       | Albuquerque     | États-Unis - Honduras | 1-0              | Match amical                                                     |
| 12 | 21 juillet 2005    | East Rutherford | États-Unis - Honduras | 2-1              | Gold Cup 2005 (demi-finale)                                      |
| 13 | 6 juin 2009        | Chicago         | États-Unis - Honduras | 2-1              | Éliminatoires pour la Coupe du monde 2010                        |
| 14 | 8 juillet 2009     | Washington      | États-Unis - Honduras | 2-0              | Gold Cup 2009 (groupe B)                                         |
| 15 | 23 juillet 2009    | Chicago         | États-Unis - Honduras | 2-0              | Gold Cup 2009 (demi-finale)                                      |
| 16 | 10 octobre 2009    | San Pedro Sula  | Honduras - États-Unis | 2-3              | Éliminatoires pour la Coupe du monde 2010                        |
| 17 | 23 janvier 2010    | Carson          | États-Unis - Honduras | 1-3              | Match amical                                                     |
| 18 | 8 octobre 2011     | Miami           | États-Unis - Honduras | 1-0              | Match amical                                                     |
| 19 | 6 février 2013     | San Pedro Sula  | Honduras - États-Unis | 2-1              | Éliminatoires pour la Coupe du monde 2014                        |
| 20 | 18 juin 2013       | Sandy           | États-Unis - Honduras | 1-0              | Éliminatoires pour la Coupe du monde 2014                        |
| 21 | 24 juillet 2013    | Arlington       | États-Unis - Honduras | 3-1              | Gold Cup 2013 (finale)                                           |
| 22 | 14 octobre 2014    | Boca Raton      | États-Unis - Honduras | 1-1              | Match amical                                                     |
| 23 | 7 juillet 2015     | Frisco          | États-Unis - Honduras | 2-1              | Gold Cup 2015 (gr. A)                                            |
| 24 | 24 mars 2017       | San José        | États-Unis - Honduras | 6-0              | Éliminatoires de la Coupe du monde 2018 (zone CONCACAF, 5e tour) |
| 25 | 5 septembre 2017   | San Pedro Sula  | Honduras - États-Unis | 1-1              | Éliminatoires de la Coupe du monde 2018 (zone CONCACAF, 5e tour) |
| 26 | 8 septembre 2021   | San Pedro Sula  | Honduras - États-Unis | 1-4              | Éliminatoires de la Coupe du monde de football 2022              |
| 27 | 2 février 2022     | Saint Paul      | États-Unis - Honduras | 3-0              | Éliminatoires de la Coupe du monde de football 2022              |

#### Bilan
Au 11 avril 2022 :
- Total de matchs disputés : 27
- Victoires du Honduras: 5
- Matchs nuls : 5
- Victoires des États-Unis : 23
- Total de buts marqués par le Honduras : 24
- Total de buts marqués par les États-Unis : 53

## F

### Finlande

#### Confrontations
Confrontations entre le Honduras et la Finlande en matchs officiels.
|   | Date             | Lieu    | Match               | Score | Compétition  |
| - | ---------------- | ------- | ------------------- | ----- | ------------ |
| 1 | 16 novembre 2003 | Houston | Finlande - Honduras | 2-1   | Match amical |

#### Bilan
Au 22 août 2018 :
- Total de matchs disputés : 1
- Victoires de la Finlande : 1
- Matchs nuls : 0
- Victoires du Honduras : 0
- Total de buts marqués par la Finlande : 3
- Total de buts marqués par le Honduras : 0

### France

#### Confrontations
Confrontations entre le Honduras et la France en matchs officiels.
|   | Date         | Lieu         | Match             | Score | Compétition                 |
| - | ------------ | ------------ | ----------------- | ----- | --------------------------- |
| 1 | 15 juin 2014 | Porto Alegre | France - Honduras | 3-0   | Coupe du monde 2014 (gr. E) |

#### Bilan
Au 22 août 2018 :
- Total de matchs disputés : 1
- Victoires de la France : 1
- Matchs nuls : 0
- Victoires du Honduras : 0
- Total de buts marqués par la France : 3
- Total de buts marqués par le Honduras : 0

## G

### Grèce

#### Confrontations
Confrontations entre le Honduras et la Grèce en matchs officiels
|   | Date         | Lieu          | Match            | Score | Compétition  |
| - | ------------ | ------------- | ---------------- | ----- | ------------ |
| 1 | 28 mars 2021 | Thessalonique | Grèce - Honduras | 2-1   | Match amical |

#### Bilan
Au 22 juin 2021
- Total de matchs disputés : 1
- Victoires de la Grèce : 2
- Matchs nuls : 0
- Victoires du Honduras : 1
- Total de buts marqués par la Grèce : 2
- Total de buts marqués par le Honduras : 1

### Grenade

#### Confrontations
Confrontations entre le Honduras et la Grenade en matchs officiels.
|   | Date              | Lieu        | Match              | Score | Compétition                                |
| - | ----------------- | ----------- | ------------------ | ----- | ------------------------------------------ |
| 1 | 11 juillet 2009   | Foxborough  | Honduras - Grenade | 4-0   | Gold Cup 2009 (gr. B)                      |
| 2 | 10 juin 2011      | Miami       | Grenade - Honduras | 1-7   | Gold Cup 2011 (gr. B)                      |
| 3 | 14 juillet 2021   | Houston     | Honduras - Grenade | 4-0   | Gold Cup 2021 (gr. D)                      |
| 4 | 13 septembre 2023 | Tegucigalpa | Honduras - Grenade | 4-0   | Ligue des nations de la CONCACAF 2023-2024 |

#### Bilan
| Rang | Équipe   | Pts | J | G | N | P | Bp | Bc | Diff |
| ---- | -------- | --- | - | - | - | - | -- | -- | ---- |
| 1    | Honduras | 12  | 4 | 4 | 0 | 0 | 19 | 1  | +18  |
| 2    | Grenade  | 0   | 4 | 0 | 0 | 4 | 1  | 19 | -18  |

### Guadeloupe

#### Confrontations
Confrontations entre le Honduras et la Guadeloupe en matchs officiels.
|   | Date         | Lieu    | Match                 | Score | Compétition                     |
| - | ------------ | ------- | --------------------- | ----- | ------------------------------- |
| 1 | 17 juin 2007 | Houston | Honduras - Guadeloupe | 1-2   | Gold Cup 2007 (quart de finale) |

#### Bilan
Au 22 août 2018 :
- Total de matchs disputés : 1
- Victoires de la Guadeloupe : 1
- Matchs nuls : 0
- Victoires du Honduras : 0
- Total de buts marqués par la Guadeloupe : 2
- Total de buts marqués par le Honduras : 1

### Guatemala

#### Confrontations
Confrontations en matchs officiels entre le Honduras et le Guatemala :
|    | Date              | Lieu            | Match                | Score           | Compétition                                                        |
| -- | ----------------- | --------------- | -------------------- | --------------- | ------------------------------------------------------------------ |
| 1  | 14 septembre 1921 | Guatemala       | Guatemala - Honduras | 9-0             | Match amical                                                       |
| 2  | 31 mars 1935      | San Salvador    | Honduras - Guatemala | 0-0             | Jeux d'Amérique centrale et des Caraïbes de 1935 (tour final)      |
| 3  | 28 février 1946   | San José        | Honduras - Guatemala | 5-3             | Coupe CCCF 1946                                                    |
| 4  | 6 mars 1950       | Guatemala       | Guatemala - Honduras | 0-1             | Jeux d'Amérique centrale et des Caraïbes de 1950 (gr. B)           |
| 5  | 14 mars 1950      | Guatemala       | Guatemala - Honduras | 1-0             | Jeux d'Amérique centrale et des Caraïbes de 1950 (tour final)      |
| 6  | 11 mars 1953      | San José        | Guatemala - Honduras | 1-0             | Coupe CCCF 1953                                                    |
| 7  | 25 août 1955      | Tegucigalpa     | Honduras - Guatemala | 1-0             | Coupe CCCF 1955                                                    |
| 8  | 25 septembre 1960 | Tegucigalpa     | Honduras - Guatemala | 1-1             | Éliminatoires de la Coupe du monde 1962 (zone CONCACAF - 1er tour) |
| 9  | 2 octobre 1960    | Guatemala       | Guatemala - Honduras | 0-2             | Éliminatoires de la Coupe du monde 1962 (zone CONCACAF - 1er tour) |
| 10 | 2 mars 1963       |                 | Guatemala - Honduras | 1-2             | Match amical                                                       |
| 11 | 10 mars 1963      |                 | Guatemala - Honduras | 2-1             | Match amical                                                       |
| 12 | 23 mars 1963      | San Salvador    | Honduras - Guatemala | 2-1             | Coupe des nations de la CONCACAF 1963 (gr. A)                      |
| 13 | 18 janvier 1967   | Guatemala       | Guatemala - Honduras | 3-1             | Match amical                                                       |
| 14 | 22 janvier 1967   | Tegucigalpa     | Honduras - Guatemala | 1-1             | Match amical                                                       |
| 15 | 5 mars 1967       | Tegucigalpa     | Honduras - Guatemala | 0-0             | Coupe des nations de la CONCACAF 1967 (tour final)                 |
| 16 | 4 octobre 1971    | Tegucigalpa     | Honduras - Guatemala | 1-0             | Coupe des nations de la CONCACAF 1971 (tour préliminaire)          |
| 17 | 7 octobre 1971    | Guatemala       | Guatemala - Honduras | 1-1             | Coupe des nations de la CONCACAF 1971 (tour préliminaire)          |
| 18 | 15 décembre 1973  | Port-au-Prince  | Honduras - Guatemala | 1-1             | Coupe des nations de la CONCACAF 1973 (tour final)                 |
| 19 | 16 juillet 1980   | Guatemala       | Guatemala - Honduras | 1-1             | Match amical                                                       |
| 20 | 26 octobre 1980   | Tegucigalpa     | Honduras - Guatemala | 0-0             | Coupe des nations de la CONCACAF 1981 (tour préliminaire)          |
| 21 | 7 décembre 1980   | Guatemala       | Guatemala - Honduras | 0-1             | Coupe des nations de la CONCACAF 1981 (tour préliminaire)          |
| 22 | 3 mai 1983        | Guatemala       | Guatemala - Honduras | 0-2             | Match amical                                                       |
| 23 | 3 octobre 1984    | Tegucigalpa     | Honduras - Guatemala | 1-0             | Match amical                                                       |
| 24 | 16 décembre 1984  | Guatemala       | Guatemala - Honduras | 1-0             | Match amical                                                       |
| 25 | 29 mai 1991       | San José        | Honduras - Guatemala | 0-0             | Coupe UNCAF des nations 1991                                       |
| 26 | 19 juillet 1992   | Guatemala       | Guatemala - Honduras | 0-0             | Éliminatoires de la Coupe du monde 1994 (zone CONCACAF - 1er tour) |
| 27 | 26 juillet 1992   | Tegucigalpa     | Honduras - Guatemala | 2-0             | Éliminatoires de la Coupe du monde 1994 (zone CONCACAF - 1er tour) |
| 28 | 3 décembre 1995   | Santa Ana       | Guatemala - Honduras | 0-2             | Coupe UNCAF des nations 1995 (gr. B)                               |
| 29 | 10 décembre 1995  | San Salvador    | Honduras - Guatemala | 3-0             | Coupe UNCAF des nations 1995 (finale)                              |
| 30 | 18 août 1996      | Los Angeles     | Guatemala - Honduras | 1-1             | Match amical                                                       |
| 31 | 25 avril 1997     | Guatemala       | Guatemala - Honduras | 1-0             | Coupe UNCAF des nations 1997 (tour final)                          |
| 32 | 17 novembre 1998  | Los Angeles     | Guatemala - Honduras | 3-3 (tab : 6-5) | Match amical                                                       |
| 33 | 28 mars 1999      | San José        | Honduras - Guatemala | 0-2             | Coupe UNCAF des nations 1999 (tour final)                          |
| 34 | 10 novembre 1999  | Guatemala       | Guatemala - Honduras | 1-1             | Match amical                                                       |
| 35 | 23 février 2003   | Panama          | Honduras - Guatemala | 1-2             | Coupe UNCAF des nations 2003 (tour final)                          |
| 36 | 22 juin 2003      | Carson          | Honduras - Guatemala | 2-1             | Match amical                                                       |
| 37 | 8 septembre 2004  | San Pedro Sula  | Honduras - Guatemala | 2-2             | Éliminatoires de la Coupe du monde 2006 (zone CONCACAF - 3e tour)  |
| 38 | 13 octobre 2004   | Guatemala       | Guatemala - Honduras | 1-0             | Éliminatoires de la Coupe du monde 2006 (zone CONCACAF - 3e tour)  |
| 39 | 23 février 2005   | Guatemala       | Guatemala - Honduras | 1-1             | Coupe UNCAF des nations 2005 (gr. A)                               |
| 40 | 7 octobre 2006    | Fort Lauderdale | Honduras - Guatemala | 3-2             | Match amical                                                       |
| 41 | 10 octobre 2006   | Atlanta         | Honduras - Guatemala | 2-1             | Match amical                                                       |
| 42 | 11 novembre 2007  | Miami           | Honduras - Guatemala | 1-0             | Match amical                                                       |
| 43 | 12 octobre 2010   | Los Angeles     | Honduras - Guatemala | 2-0             | Match amical                                                       |
| 44 | 18 janvier 2011   | Panama          | Honduras - Guatemala | 3-1             | Copa Centroamericana 2011 (gr. B)                                  |
| 45 | 6 juin 2011       | Carson          | Honduras - Guatemala | 0-0             | Gold Cup 2011 (gr. B)                                              |
| 46 | 10 septembre 2014 | Houston         | Honduras - Guatemala | 0-2             | Copa Centroamericana 2014 (gr. A)                                  |
| 47 | 8 octobre 2015    | Tegucigalpa     | Honduras - Guatemala | 1-1             | Match amical                                                       |
| 48 | 10 février 2016   | Guatemala       | Guatemala - Honduras | 3-1             | Match amical                                                       |
| 49 | 27 septembre 2022 | Houston         | Honduras - Guatemala | 2-1             | Match amical                                                       |
| 50 | 4 septembre 2023  | Fort Lauderdale | Guatemala - Honduras | 0-0             | Match amical                                                       |
| 51 | 16 mars 2025      | Fort Lauderdale | Honduras - Guatemala | 1-2             | Match amical                                                       |

#### Bilan
Au 28 septembre 2022 :
- Total de matchs disputés : 51
- Victoires du Honduras : 22
- Matchs nuls : 17
- Victoires du Guatemala : 15
- Total de buts marqués par le Honduras : 60
- Total de buts marqués par le Guatemala : 55

### Guyane française

#### Confrontations
Confrontations entre le Honduras et la Guyane en matchs officiels.
|   | Date            | Lieu            | Match                       | Score | Compétition                                |
| - | --------------- | --------------- | --------------------------- | ----- | ------------------------------------------ |
| 1 | 25 mars 2015    | Remire-Montjoly | Guyane française - Honduras | 3-1   | Gold Cup 2015 (barrage CFU-UNCAF)          |
| 2 | 29 mars 2015    | San Pedro Sula  | Honduras - Guyane française | 3-0   | Gold Cup 2015 (barrage CFU-UNCAF)          |
| 3 | 11 juillet 2017 | Houston         | Honduras - Guyane française | 3-0   | Gold Cup 2017 (gr. A)                      |
| 4 | 10 octobre 2024 | Remire-Montjoly | Guyane française - Honduras | 2-3   | Ligue des nations de la CONCACAF 2024-2025 |

#### Bilan
Au 23 octobre 2024 :
- Total de matchs disputés : 4
- Victoires de la Guyane : 3
- Matchs nuls : 0
- Victoires du Honduras : 5
- Total de buts marqués par la Guyane : 5
- Total de buts marqués par le Honduras : 12

## H

### Haïti

#### Confrontations
Confrontations en matchs officiels entre le Honduras et Haïti :
|    | Date             | Lieu            | Match            | Score | Compétition                                                       |
| -- | ---------------- | --------------- | ---------------- | ----- | ----------------------------------------------------------------- |
| 1  | 14 août 1957     | Willemstad      | Haïti - Honduras | 2-1   | Coupe CCCF 1957                                                   |
| 2  | 16 mars 1961     | San José        | Honduras - Haïti | 2-0   | Coupe CCCF 1961 (tour final)                                      |
| 3  | 9 mars 1967      | Tegucigalpa     | Honduras - Haïti | 2-0   | Coupe des nations de la CONCACAF 1967 (tour final)                |
| 4  | 27 novembre 1971 | Port-d'Espagne  | Haïti - Honduras | 3-1   | Coupe des nations de la CONCACAF 1971 (tour final)                |
| 5  | 7 décembre 1973  | Port-au-Prince  | Haïti - Honduras | 1-0   | Coupe des nations de la CONCACAF 1973 (tour final)                |
| 6  | 3 novembre 1981  | Tegucigalpa     | Honduras - Haïti | 4-0   | Coupe des nations de la CONCACAF 1981 (tour final)                |
| 7  | 21 mai 1999      | Miami           | Honduras - Haïti | 2-0   | Match amical                                                      |
| 8  | 3 juin 2000      | San Pedro Sula  | Honduras - Haïti | 4-0   | Éliminatoires de la Coupe du monde 2002 (zone CONCACAF - barrage) |
| 9  | 17 juin 2000     | Port-au-Prince  | Haïti - Honduras | 1-3   | Éliminatoires de la Coupe du monde 2002 (zone CONCACAF - barrage) |
| 10 | 20 août 2000     | East Rutherford | Honduras - Haïti | 4-0   | Match amical                                                      |
| 11 | 19 avril 2007    | La Ceiba        | Honduras - Haïti | 1-3   | Match amical                                                      |
| 12 | 7 juin 2008      | La Ceiba        | Honduras - Haïti | 3-1   | Match amical                                                      |
| 13 | 4 juillet 2009   | Seattle         | Honduras - Haïti | 1-0   | Gold Cup 2009 (gr. B)                                             |
| 14 | 8 juillet 2013   | Harrison        | Haïti - Honduras | 0-2   | Gold Cup 2013 (gr. B)                                             |
| 15 | 13 juillet 2015  | Kansas City     | Haïti - Honduras | 1-0   | Gold Cup 2015 (gr. A)                                             |
| 16 | 3 juillet 2023   | Charlotte       | Honduras - Haïti | 2-1   | Gold Cup 2023 (gr. B)                                             |

#### Bilan
Au 9 septembre 2023 :
- Total de matchs disputés : 16
- Victoires du Honduras : 11
- Matchs nuls : 0
- Victoires d'Haïti : 5
- Total de buts marqués par le Honduras : 32
- Total de buts marqués par Haïti : 13

## I

### Irlande du Nord

#### Confrontations
Confrontations entre le Honduras et l'Irlande du Nord en matchs officiels.
|   | Date         | Lieu      | Match                      | Score | Compétition                 |
| - | ------------ | --------- | -------------------------- | ----- | --------------------------- |
| 1 | 21 juin 1982 | Saragosse | Honduras - Irlande du Nord | 1-1   | Coupe du monde 1982 (gr. 5) |

#### Bilan
Au 22 août 2018 :
- Total de matchs disputés : 1
- Victoires de l'Irlande du Nord : 0
- Matchs nuls : 1
- Victoires du Honduras : 0
- Total de buts marqués par l'Irlande du Nord : 1
- Total de buts marqués par le Honduras : 1

### Islande

#### Confrontations
Confrontations entre le Honduras et l'Islande : 
|   | Date            | Lieu            | Match              | Score | Compétition  |
| - | --------------- | --------------- | ------------------ | ----- | ------------ |
| 1 | 17 janvier 2024 | Fort Lauderdale | Honduras - Islande | 0-2   | Match amical |

#### Bilan
Au 30 mars 2024 :
- Total de matchs disputés : 1
- Victoires du Honduras : 0
- Matchs nuls : 0
- Victoires du l'Islande : 2
- Total de buts marqués par le Honduras : 0
- Total de buts marqués par l'Islande : 2

### Israël

#### Confrontations
Confrontations en matchs officiels entre le Honduras et Israël :
|   | Date          | Lieu     | Match             | Score | Compétition  |
| - | ------------- | -------- | ----------------- | ----- | ------------ |
| 1 | 2 juin 2013   | New York | Honduras - Israël | 0-2   | Match amical |
| 2 | 1er juin 2014 | Houston  | Honduras - Israël | 2-4   | Match amical |

#### Bilan
Au 22 août 2018 :
- Total de matchs disputés : 2
- Victoires du Honduras : 0
- Matchs nuls : 0
- Victoires d'Israël : 2
- Total de buts marqués par le Honduras : 2
- Total de buts marqués par Israël : 6

## J

### Jamaïque

#### Confrontations
Confrontations en matchs officiels entre la Jamaïque et le Honduras, :
|    | Date              | Lieu           | Match               | Score | Compétition                                                            |
| -- | ----------------- | -------------- | ------------------- | ----- | ---------------------------------------------------------------------- |
| 1  | 18 mars 1930      | La Havane      | Honduras - Jamaïque | 5-1   | Jeux d'Amérique centrale et des Caraïbes de 1930 (gr. A)               |
| 2  | 5 décembre 1968   | Tegucigalpa    | Honduras - Jamaïque | 3-1   | Éliminatoires de la Coupe du monde 1970 (zone CONCACAF - 1er tour)     |
| 3  | 8 décembre 1968   | Tegucigalpa    | Honduras - Jamaïque | 2-0   | Éliminatoires de la Coupe du monde 1970 (zone CONCACAF - 1er tour)     |
| 4  | 30 juin 1991      | Los Angeles    | Honduras - Jamaïque | 5-0   | Gold Cup 1991 (gr. A)                                                  |
| 5  | 22 septembre 1992 | Tegucigalpa    | Honduras - Jamaïque | 5-1   | Match amical                                                           |
| 6  | 24 septembre 1992 | San Pedro Sula | Honduras - Jamaïque | 7-0   | Match amical                                                           |
| 7  | 14 juillet 1993   | Dallas         | Jamaïque - Honduras | 3-1   | Gold Cup 1993 (gr. A)                                                  |
| 8  | 18 octobre 1995   | Kingston       | Jamaïque - Honduras | 1-0   | Match amical                                                           |
| 9  | 15 septembre 1996 | Kingston       | Jamaïque - Honduras | 3-0   | Éliminatoires de la Coupe du monde 1998 (zone CONCACAF - 2e tour)      |
| 10 | 26 octobre 1996   | San Pedro Sula | Honduras - Jamaïque | 0-0   | Éliminatoires de la Coupe du monde 1998 (zone CONCACAF - 2e tour)      |
| 11 | 14 février 2000   | Miami          | Honduras - Jamaïque | 2-0   | Gold Cup 2000 (gr. A)                                                  |
| 12 | 23 juillet 2000   | Kingston       | Jamaïque - Honduras | 3-1   | Qualification pour la Coupe du monde 2002 (zone CONCACAF - 2e tour)    |
| 13 | 8 octobre 2000    | Tegucigalpa    | Honduras - Jamaïque | 1-0   | Qualification pour la Coupe du monde 2002 (zone CONCACAF - 2e tour)    |
| 14 | 25 avril 2001     | Kingston       | Jamaïque - Honduras | 1-1   | Qualification pour la Coupe du monde 2002 (zone CONCACAF - tour final) |
| 15 | 5 septembre 2001  | Tegucigalpa    | Honduras - Jamaïque | 1-0   | Qualification pour la Coupe du monde 2002 (zone CONCACAF - tour final) |
| 16 | 31 mars 2004      | Kingston       | Jamaïque - Honduras | 2-2   | Match amical                                                           |
| 17 | 4 juin 2005       | Atlanta        | Jamaïque - Honduras | 0-0   | Match amical                                                           |
| 18 | 19 septembre 2008 | San Pedro Sula | Honduras - Jamaïque | 2-0   | Éliminatoires de la Coupe du monde 2010 : zone CONCACAF (3e tour)      |
| 19 | 15 octobre 2008   | Kingston       | Jamaïque - Honduras | 1-0   | Éliminatoires de la Coupe du monde 2010 : zone CONCACAF (3e tour)      |
| 20 | 13 juin 2011      | Harrison       | Honduras - Jamaïque | 0-1   | Gold Cup 2011 (gr. B)                                                  |
| 21 | 11 octobre 2011   | La Ceiba       | Honduras - Jamaïque | 2-1   | Match amical                                                           |
| 22 | 11 juin 2013      | Tegucigalpa    | Honduras - Jamaïque | 2-0   | Éliminatoires de la Coupe du monde 2014 (zone CONCACAF, 4e tour)       |
| 23 | 15 octobre 2013   | Kingston       | Jamaïque - Honduras | 2-2   | Éliminatoires de la Coupe du monde 2014 (zone CONCACAF, 4e tour)       |
| 24 | 16 février 2017   | Houston        | Honduras - Jamaïque | 0-1   | Match amical                                                           |
| 25 | 17 juin 2019      | Kingston       | Jamaïque - Honduras | 3-2   | Gold Cup 2019 (gr. C)                                                  |
| 26 | 13 octobre 2021   | San Pedro Sula | Honduras - Jamaïque | 0-2   | Éliminatoires de la Coupe du Monde de football 2022                    |
| 27 | 30 mars 2022      | Kingston       | Jamaïque - Honduras | 2-1   | Éliminatoires de la Coupe du Monde de football 2022                    |
| 28 | 9 septembre 2023  | Kingston       | Jamaïque - Honduras | 1-0   | Ligue des nations de la CONCACAF 2023-2024                             |
| 29 | 10 septembre 2024 | Tegucigalpa    | Honduras - Jamaïque | 4-0   | Ligue des nations de la CONCACAF 2024-2025                             |
| 30 | 14 octobre 2024   | Kingston       | Jamaïque - Honduras | 0-0   | Ligue des nations de la CONCACAF 2024-2025                             |

#### Bilan
Au 23 octobre 2024 :
- Total de matchs disputés : 30
- Victoires de la Jamaïque : 13
- Matchs nuls : 6
- Victoires du Honduras : 17
- Total de buts marqués par la Jamaïque : 31
- Total de buts marqués par le Honduras : 51

### Japon
Confrontations entre le Honduras et le Japon :
|   | Date             | Lieu   | Match            | Score | Compétition  |
| - | ---------------- | ------ | ---------------- | ----- | ------------ |
| 1 | 2 mai 2002       | Kobe   | Japon - Honduras | 3-3   | Match amical |
| 2 | 7 septembre 2005 | Miyagi | Japon - Honduras | 5-4   | Match amical |
| 3 | 14 novembre 2014 | Toyota | Japon - Honduras | 6-0   | Match amical |

#### Bilan
Au 22 août 2018 :
- Total de matchs disputés : 3
- Victoires du Honduras : 0
- Matchs nuls : 1
- Victoires du Japon : 2
- Total de buts marqués par le Honduras : 7
- Total de buts marqués par le Japon : 14

## L

### Lettonie

#### Confrontations
Confrontations entre le Honduras et la Lettonie en matchs officiels :
|   | Date             | Lieu        | Match               | Score | Compétition  |
| - | ---------------- | ----------- | ------------------- | ----- | ------------ |
| 1 | 14 novembre 2009 | Tegucigalpa | Honduras - Lettonie | 2-1   | Match amical |

#### Bilan
Au 22 août 2018 :
- Total de matchs disputés : 1
- Victoires du Honduras : 1
- Matchs nuls : 0
- Victoires de la Lettonie : 0
- Total de buts marqués par le Honduras : 2
- Total de buts marqués par la Lettonie : 1

## M

### Martinique

#### Confrontations
Confrontations entre le Honduras et la Martinique en matchs officiels :
|   | Date             | Lieu           | Match                 | Score | Compétition                                                  |
| - | ---------------- | -------------- | --------------------- | ----- | ------------------------------------------------------------ |
| 1 | 27 avril 2003    | Fort-de-France | Martinique - Honduras | 2-4   | Gold Cup 2003 (tour préliminaire)                            |
| 2 | 13 octobre 2019  | San Pedro Sula | Honduras - Martinique | 1-0   | Ligue des nations de la CONCACAF 2019-2020 (Ligue A - gr. C) |
| 3 | 14 novembre 2019 | Fort-de-France | Martinique - Honduras | 1-1   | Ligue des nations de la CONCACAF 2019-2020 (Ligue A - gr. C) |

#### Bilan
Au 22 novembre 2019 :
- Total de matchs disputés : 3
- Victoires du Honduras : 2
- Matchs nuls : 1
- Victoires de la Martinique : 0
- Total de buts marqués par le Honduras : 6
- Total de buts marqués par la Martinique : 3

### Mexique

#### Confrontations
Confrontations en matchs officiels entre le Mexique et le Honduras, :
|    | Date              | Lieu             | Match              | Score                      | Compétition                                                            |
| -- | ----------------- | ---------------- | ------------------ | -------------------------- | ---------------------------------------------------------------------- |
| 1  | 1er avril 1935    | San Salvador     | Mexique - Honduras | 8-2                        | Jeux d'Amérique centrale et des Caraïbes de 1935 (tour final)          |
| 2  | 27 février 1950   | Guatemala        | Honduras - Mexique | 1-2                        | Jeux d'Amérique centrale et des Caraïbes de 1950 (gr. B)               |
| 3  | 28 février 1965   | San Pedro Sula   | Honduras - Mexique | 0-1                        | Éliminatoires de la Coupe du monde 1966 (zone CONCACAF - 1er tour)     |
| 4  | 4 mars 1965       | Mexico           | Mexique - Honduras | 3-0                        | Éliminatoires de la Coupe du monde 1966 (zone CONCACAF - 1er tour)     |
| 5  | 19 mars 1967      | Tegucigalpa      | Honduras - Mexique | 0-1                        | Coupe des nations de la CONCACAF 1967 (tour final)                     |
| 6  | 4 décembre 1971   | Port-d'Espagne   | Mexique - Honduras | 2-1                        | Coupe des nations de la CONCACAF 1971 (tour final)                     |
| 7  | 3 décembre 1973   | Port-au-Prince   | Mexique - Honduras | 1-1                        | Coupe des nations de la CONCACAF 1973 (tour final)                     |
| 8  | 17 octobre 1978   |                  | Mexique - Honduras | 1-4                        | Match amical                                                           |
| 9  | 18 mars 1980      | Tegucigalpa      | Honduras - Mexique | 0-1                        | Match amical                                                           |
| 10 | 8 avril 1980      | Toluca           | Mexique - Honduras | 5-0                        | Match amical                                                           |
| 11 | 22 novembre 1981  | Tegucigalpa      | Honduras - Mexique | 0-0                        | Coupe des nations de la CONCACAF 1981 (tour final)                     |
| 12 | 13 janvier 1988   | San Pedro Sula   | Honduras - Mexique | 0-1                        | Match amical                                                           |
| 13 | 26 avril 1988     | Ciudad Victoria  | Mexique - Honduras | 4-1                        | Match amical                                                           |
| 14 | 3 juillet 1991    | Los Angeles      | Honduras - Mexique | 1-1                        | Gold Cup 1991 (gr. A)                                                  |
| 15 | 15 novembre 1992  | Mexico           | Mexique - Honduras | 2-0                        | Éliminatoires de la Coupe du monde 1994 (zone CONCACAF - 2e tour)      |
| 16 | 13 décembre 1992  | Tegucigalpa      | Honduras - Mexique | 1-1                        | Éliminatoires de la Coupe du monde 1994 (zone CONCACAF - 2e tour)      |
| 17 | 11 avril 1993     | Mexico           | Mexique - Honduras | 3-0                        | Éliminatoires de la Coupe du monde 1994 (zone CONCACAF - 3e tour)      |
| 18 | 2 mai 1993        | Tegucigalpa      | Honduras - Mexique | 1-4                        | Éliminatoires de la Coupe du monde 1994 (zone CONCACAF - 3e tour)      |
| 19 | 21 septembre 1996 | San Pedro Sula   | Honduras - Mexique | 2-1                        | Éliminatoires de la Coupe du monde 1998 (zone CONCACAF - 2e tour)      |
| 20 | 6 novembre 1996   | Mexico           | Mexique - Honduras | 3-1                        | Éliminatoires de la Coupe du monde 1998 (zone CONCACAF - 2e tour)      |
| 21 | 7 février 1998    | Oakland          | Mexique - Honduras | 2-0                        | Gold Cup 1998 (gr. B)                                                  |
| 22 | 20 juin 2001      | San Pedro Sula   | Honduras - Mexique | 3-1                        | Qualification pour la Coupe du monde 2002 (zone CONCACAF - tour final) |
| 23 | 11 novembre 2001  | Mexico           | Mexique - Honduras | 3-0                        | Qualification pour la Coupe du monde 2002 (zone CONCACAF - tour final) |
| 24 | 17 juillet 2003   | Mexico           | Mexique - Honduras | 0-0                        | Gold Cup 2003 (gr. A)                                                  |
| 25 | 10 juin 2007      | East Rutherford  | Honduras - Mexique | 2-1                        | Gold Cup 2007 (gr. C)                                                  |
| 26 | 20 août 2008      | Mexico           | Mexique - Honduras | 2-1                        | Éliminatoires de la Coupe du monde 2010 : zone CONCACAF (3e tour)      |
| 27 | 19 novembre 2008  | San Pedro Sula   | Honduras - Mexique | 1-0                        | Éliminatoires de la Coupe du monde 2010 : zone CONCACAF (3e tour)      |
| 28 | 1er avril 2009    | San Pedro Sula   | Honduras - Mexique | 3-1                        | Éliminatoires de la Coupe du monde 2010 : zone CONCACAF (4e tour)      |
| 29 | 9 septembre 2009  | Mexico           | Mexique - Honduras | 1-0                        | Éliminatoires de la Coupe du monde 2010 : zone CONCACAF (4e tour)      |
| 30 | 22 juin 2011      | Houston          | Honduras - Mexique | 0-2 (ap)                   | Gold Cup 2011 (demi-finale)                                            |
| 31 | 22 mars 2013      | San Pedro Sula   | Honduras - Mexique | 2-2                        | Éliminatoires de la Coupe du monde 2014 (zone CONCACAF, 4e tour)       |
| 32 | 6 septembre 2013  | Mexico           | Mexique - Honduras | 1-2                        | Éliminatoires de la Coupe du monde 2014 (zone CONCACAF, 4e tour)       |
| 33 | 9 octobre 2014    | Tuxtla Gutiérrez | Mexique - Honduras | 2-0                        | Match amical                                                           |
| 34 | 1er juillet 2015  | Houston          | Honduras - Mexique | 0-0                        | Match amical                                                           |
| 35 | 17 novembre 2015  | San Pedro Sula   | Honduras - Mexique | 0-2                        | Éliminatoires de la Coupe du monde 2018 (zone CONCACAF, 4e tour)       |
| 36 | 6 septembre 2016  | Mexico           | Mexique - Honduras | 0-0                        | Éliminatoires de la Coupe du monde 2018 (zone CONCACAF, 4e tour)       |
| 37 | 8 juin 2017       | Mexico           | Mexique - Honduras | 3-0                        | Éliminatoires de la Coupe du monde 2018 (zone CONCACAF, 5e tour)       |
| 38 | 20 juillet 2017   | Glendale         | Mexique - Honduras | 1-0                        | Gold Cup 2017 (quart de finale)                                        |
| 39 | 10 octobre 2017   | San Pedro Sula   | Honduras - Mexique | 3-2                        | Éliminatoires de la Coupe du monde 2018 (zone CONCACAF, 5e tour)       |
| 40 | 24 juillet 2021   | Glendale         | Mexique - Honduras | 3-0                        | Gold Cup 2021 (quart de finale)                                        |
| 41 | 10 octobre 2021   | Mexico           | Mexique - Honduras | 3-0                        | Éliminatoires de la Coupe du monde de football 2022                    |
| 42 | 27 mars 2022      | San Pedro Sula   | Honduras - Mexique | 0-1                        | Éliminatoires de la Coupe du monde de football 2022                    |
| 43 | 26 juin 2023      | Houston          | Mexique - Honduras | 4-0                        | Gold Cup 2023 (groupe B)                                               |
| 44 | 17 novembre 2023  | Tegucigalpa      | Honduras - Mexique | 2-0                        | Ligue des nations de la CONCACAF 2023-2024                             |
| 45 | 21 novembre 2023  | Mexico           | Mexique - Honduras | 2-0 (a.e.t. 2-2) (tab 4-2) | Ligue des nations de la CONCACAF 2023-2024                             |
| 46 | 15 novembre 2024  | San Pedro Sula   | Honduras - Mexique | 2-0                        | Ligue des nations de la CONCACAF 2024-2025                             |
| 47 | 19 novembre 2024  | Toluca           | Mexique - Honduras | 4-0 (a.e.t. 4-2)           | Ligue des nations de la CONCACAF 2024-2025                             |

#### Bilan
Au 22 novembre 2023 :
- Total de matchs disputés : 47
- Victoires du Mexique : 39
- Matchs nuls : 8
- Victoires du Honduras : 14
- Total de buts marqués par le Mexique : 96
- Total de buts marqués par le Honduras : 39

## N

### Nicaragua

#### Confrontations
Confrontations en matchs officiels entre le Nicaragua et le Honduras :
|    | Date              | Lieu           | Match                | Score | Compétition                                                          |
| -- | ----------------- | -------------- | -------------------- | ----- | -------------------------------------------------------------------- |
| 1  | 13 mars 1946      | San José       | Honduras - Nicaragua | 10-0  | Coupe CCCF 1946                                                      |
| 2  | 8 mars 1953       | San José       | Honduras - Nicaragua | 2-1   | Coupe CCCF 1953                                                      |
| 3  | 13 mars 1961      | San José       | Honduras - Nicaragua | 6-0   | Coupe CCCF 1961 (gr. 2)                                              |
| 4  | 29 mars 1963      | San Salvador   | Honduras - Nicaragua | 1-0   | Coupe des nations de la CONCACAF 1963 (gr. 1)                        |
| 5  | 12 mars 1965      | San Salvador   | Nicaragua - Honduras | 2-0   | Championnat de la CONCACAF 1965 (qualifications)                     |
| 6  | 12 mars 1967      | Tegucigalpa    | Honduras - Nicaragua | 1-1   | Coupe des nations de la CONCACAF 1967 (tour final)                   |
| 7  | 27 mars 1996      | Danlí          | Honduras - Nicaragua | 1-0   | Match amical                                                         |
| 8  | 4 mars 2000       | San Pedro Sula | Honduras - Nicaragua | 3-0   | Qualification pour la Coupe du monde 2002 (zone CONCACAF - 1er tour) |
| 9  | 16 avril 2000     | Diriamba       | Nicaragua - Honduras | 0-1   | Qualification pour la Coupe du monde 2002 (zone CONCACAF - 1er tour) |
| 10 | 25 mai 2001       | San Pedro Sula | Honduras - Nicaragua | 10-2  | Coupe UNCAF des nations 2001 (gr. A)                                 |
| 11 | 11 février 2003   | Panama         | Honduras - Nicaragua | 2-0   | Coupe UNCAF des nations 2003 (tour final)                            |
| 12 | 19 février 2005   | Guatemala      | Honduras - Nicaragua | 5-1   | Coupe UNCAF des nations 2005 (gr. A)                                 |
| 13 | 15 février 2007   | San Salvador   | Nicaragua - Honduras | 1-9   | Coupe UNCAF des nations 2007 (match pour la 5e place)                |
| 14 | 24 janvier 2009   | Tegucigalpa    | Honduras - Nicaragua | 4-1   | Coupe UNCAF des nations 2009 (gr. A)                                 |
| 15 | 15 juin 2013      | Managua        | Nicaragua - Honduras | 2-2   | Match amical                                                         |
| 16 | 13 septembre 2014 | Los Angeles    | Honduras - Nicaragua | 1-0   | Copa Centroamericana 2014 (match pour la 5e place)                   |
| 17 | 27 janvier 2016   | Managua        | Nicaragua - Honduras | 1-3   | Match amical                                                         |
| 18 | 24 août 2016      | Tegucigalpa    | Honduras - Nicaragua | 1-0   | Match amical                                                         |
| 19 | 13 janvier 2017   | Panama         | Honduras - Nicaragua | 2-1   | Copa Centroamericana 2017                                            |
| 20 | 16 mars 2017      | San Pedro Sula | Honduras - Nicaragua | 2-0   | Match amical                                                         |

#### Bilan
Au 22 août 2018 :
- Total de matchs disputés : 20
- Victoires du Nicaragua : 1
- Matchs nuls : 2
- Victoires du Honduras : 17
- Total de buts marqués par le Nicaragua : 13
- Total de buts marqués par le Honduras : 66

### Norvège

#### Confrontations
Confrontations entre le Honduras et la Norvège en matchs officiels :
|   | Date            | Lieu      | Match              | Score | Compétition  |
| - | --------------- | --------- | ------------------ | ----- | ------------ |
| 1 | 25 janvier 2004 | Hong Kong | Norvège - Honduras | 3-1   | Match amical |

#### Bilan
Au 22 août 2018 :
- Total de matchs disputés : 1
- Victoires du Honduras : 0
- Matchs nuls : 0
- Victoires de la Norvège : 1
- Total de buts marqués par le Honduras : 1
- Total de buts marqués par la Norvège : 3

### Nouvelle-Zélande

#### Confrontations
Confrontations entre le Honduras et la Nouvelle-Zélande en matchs officiels :
|   | Date           | Lieu     | Match                       | Score | Compétition  |
| - | -------------- | -------- | --------------------------- | ----- | ------------ |
| 1 | 9 octobre 2010 | Auckland | Nouvelle-Zélande - Honduras | 1-1   | Match amical |
| 2 | 27 mai 2012    | Dallas   | Honduras - Nouvelle-Zélande | 0-1   | Match amical |

#### Bilan
Au 22 août 2018 :
- Total de matchs disputés : 1
- Victoires du Honduras : 1
- Matchs nuls : 0
- Victoires de la Nouvelle-Zélande : 0
- Total de buts marqués par le Honduras : 2
- Total de buts marqués par la Nouvelle-Zélande : 1

## P

### Panama

#### Confrontations
Confrontations en matchs officiels entre le Honduras et le Panama :
|    | Date              | Lieu            | Match             | Score | Compétition                                                         |
| -- | ----------------- | --------------- | ----------------- | ----- | ------------------------------------------------------------------- |
| 1  | 23 février 1946   | San José        | Panama - Honduras | 1-0   | Coupe CCCF 1946                                                     |
| 2  | 21 mars 1953      | San José        | Honduras - Panama | 3-1   | Coupe CCCF 1953                                                     |
| 3  | 25 août 1957      | Willemstad      | Honduras - Panama | 2-1   | Coupe CCCF 1957                                                     |
| 4  | 27 mars 1963      | San Salvador    | Honduras - Panama | 1-0   | Coupe des nations de la CONCACAF 1963 (gr. 1)                       |
| 5  | 13 juin 1970      | El Progreso     | Honduras - Panama | 1-0   | Match amical                                                        |
| 6  | 6 juin 1977       | Tegucigalpa     | Honduras - Panama | 1-0   | Match amical                                                        |
| 7  | 13 juin 1980      | Tegucigalpa     | Honduras - Panama | 0-0   | Match amical                                                        |
| 8  | 15 juin 1980      | Tegucigalpa     | Honduras - Panama | 1-0   | Match amical                                                        |
| 9  | 30 juillet 1980   | Panama          | Panama - Honduras | 0-2   | Coupe des nations de la CONCACAF 1981 (tour préliminaire)           |
| 10 | 14 décembre 1980  | Tegucigalpa     | Honduras - Panama | 5-0   | Coupe des nations de la CONCACAF 1981 (tour préliminaire)           |
| 11 | 15 juin 1984      | Colón           | Panama - Honduras | 0-3   | Coupe des nations de la CONCACAF 1985 (tour préliminaire)           |
| 12 | 24 juin 1984      | Tegucigalpa     | Honduras - Panama | 1-0   | Coupe des nations de la CONCACAF 1985 (tour préliminaire)           |
| 13 | 28 octobre 1986   | Managua         | Honduras - Panama | 1-0   | Match amical                                                        |
| 14 | 5 mai 1991        | Panama          | Panama - Honduras | 2-0   | Coupe UNCAF des nations 1991 (tour préliminaire)                    |
| 15 | 12 mai 1991       | San Pedro Sula  | Honduras - Panama | 3-0   | Coupe UNCAF des nations 1991 (tour préliminaire)                    |
| 16 | 28 juin 1992      | Tegucigalpa     | Honduras - Panama | 4-0   | Match amical                                                        |
| 17 | 30 juin 1992      | San Pedro Sula  | Honduras - Panama | 4-0   | Match amical                                                        |
| 18 | 5 mars 1993       | Tegucigalpa     | Honduras - Panama | 2-0   | Coupe UNCAF des nations 1993                                        |
| 19 | 10 juillet 1993   | Dallas          | Honduras - Panama | 5-1   | Gold Cup 1993 (gr. A)                                               |
| 20 | 29 novembre 1995  | Santa Ana       | Honduras - Panama | 2-0   | Coupe UNCAF des nations 1995 (gr. B)                                |
| 21 | 24 juillet 1996   | Tegucigalpa     | Honduras - Panama | 1-1   | Match amical                                                        |
| 22 | 7 août 1996       | Panama          | Panama - Honduras | 2-1   | Match amical                                                        |
| 23 | 16 avril 1997     | Guatemala       | Honduras - Panama | 5-0   | Coupe UNCAF des nations 1997 (gr. B)                                |
| 24 | 2 avril 2000      | Panama          | Panama - Honduras | 1-0   | Qualification pour la Coupe du monde 2002 (zone CONCACAF - 2e tour) |
| 25 | 7 mai 2000        | Tegucigalpa     | Honduras - Panama | 3-1   | Qualification pour la Coupe du monde 2002 (zone CONCACAF - 2e tour) |
| 26 | 23 mai 2001       | San Pedro Sula  | Honduras - Panama | 1-2   | Coupe UNCAF des nations 2001 (gr. A)                                |
| 27 | 20 février 2003   | Panama          | Panama - Honduras | 1-1   | Coupe UNCAF des nations 2003 (tour final)                           |
| 28 | 7 avril 2004      | La Ceiba        | Honduras - Panama | 0-0   | Match amical                                                        |
| 29 | 28 juillet 2004   | Tegucigalpa     | Honduras - Panama | 0-0   | Match amical                                                        |
| 30 | 25 février 2005   | Guatemala       | Honduras - Panama | 1-0   | Coupe UNCAF des nations 2005 (demi-finale)                          |
| 31 | 12 juillet 2005   | Miami           | Honduras - Panama | 1-0   | Gold Cup 2005 (gr. A)                                               |
| 32 | 11 février 2007   | San Salvador    | Honduras - Panama | 1-1   | Coupe UNCAF des nations 2007 (gr. B)                                |
| 33 | 8 juin 2007       | East Rutherford | Panama - Honduras | 3-2   | Gold Cup 2007 (gr. C)                                               |
| 34 | 14 octobre 2007   | Tegucigalpa     | Honduras - Panama | 1-0   | Match amical                                                        |
| 35 | 30 janvier 2009   | Tegucigalpa     | Honduras - Panama | 0-1   | Coupe UNCAF des nations 2009 (demi-finale)                          |
| 36 | 28 juin 2009      | Cary            | Honduras - Panama | 2-0   | Match amical                                                        |
| 37 | 17 novembre 2010  | Panama          | Panama - Honduras | 2-0   | Match amical                                                        |
| 38 | 18 décembre 2010  | San Pedro Sula  | Honduras - Panama | 2-1   | Match amical                                                        |
| 39 | 8 juin 2012       | San Pedro Sula  | Honduras - Panama | 0-2   | Éliminatoires de la Coupe du monde 2014 (zone CONCACAF, 3e tour)    |
| 40 | 12 octobre 2012   | Panama          | Panama - Honduras | 0-0   | Éliminatoires de la Coupe du monde 2014 (zone CONCACAF, 3e tour)    |
| 41 | 22 janvier 2013   | San José        | Panama - Honduras | 1-1   | Copa Centroamericana 2013 (gr. B)                                   |
| 42 | 26 mars 2013      | Panama          | Panama - Honduras | 2-0   | Éliminatoires de la Coupe du monde 2014 (zone CONCACAF, 4e tour)    |
| 43 | 10 septembre 2013 | Tegucigalpa     | Honduras - Panama | 2-2   | Éliminatoires de la Coupe du monde 2014 (zone CONCACAF, 4e tour)    |
| 44 | 10 juillet 2015   | Foxborough      | Honduras - Panama | 1-1   | Gold Cup 2015 (gr. A)                                               |
| 45 | 11 novembre 2016  | San Pedro Sula  | Honduras - Panama | 0-1   | Éliminatoires de la Coupe du monde 2018 (zone CONCACAF, 5e tour)    |
| 46 | 17 janvier 2017   | Panama          | Panama - Honduras | 0-1   | Copa Centroamericana 2017                                           |
| 47 | 13 juin 2017      | Panama          | Panama - Honduras | 2-2   | Éliminatoires de la Coupe du monde 2018 (zone CONCACAF, 5e tour)    |
| 48 | 20 novembre 2018  | Tegucigalpa     | Honduras - Panama | 1-0   | Match amical                                                        |
| 49 | 17 juillet 2021   | Houston         | Panama - Honduras | 2-3   | Gold Cup 2021                                                       |
| 50 | 12 novembre 2021  | San Pedro Sula  | Honduras - Panama | 2-3   | Éliminatories de la Coupe du monde de football 2022                 |

#### Bilan
Au 22 juillet 2022 :
- Total de matchs disputés : 50
- Victoires du Panama : 16
- Matchs nuls : 11
- Victoires du Honduras : 31
- Total de buts marqués par le Panama : 38
- Total de buts marqués par le Honduras : 77

### Paraguay

#### Confrontations
Confrontations entre le Honduras et le Paraguay en matchs officiels.
|   | Date              | Lieu            | Match               | Score | Compétition  |
| - | ----------------- | --------------- | ------------------- | ----- | ------------ |
| 1 | 12 septembre 1988 | Tegucigalpa     | Honduras - Paraguay | 0-0   | Match amical |
| 2 | 15 septembre 1988 | Tegucigalpa     | Honduras - Paraguay | 0-2   | Match amical |
| 3 | 2 avril 2003      | Tegucigalpa     | Honduras - Paraguay | 1-1   | Match amical |
| 4 | 6 février 2008    | San Pedro Sula  | Honduras - Paraguay | 2-0   | Match amical |
| 5 | 6 septembre 2011  | San Pedro Sula  | Honduras - Paraguay | 0-3   | Match amical |
| 6 | 6 juin 2015       | Asuncion        | Paraguay - Honduras | 2-2   | Match amical |
| 7 | 5 juin 2019       | Ciudad del Este | Paraguay - Honduras | 1-1   | Match amical |

#### Bilan
Au 16 juin 2019 :
- Total de matchs disputés : 7
- Victoires du Paraguay : 2
- Matchs nuls : 4
- Victoires du Honduras : 1
- Total de buts marqués par le Paraguay : 9
- Total de buts marqués par le Honduras : 6

### Pérou

#### Confrontations
Confrontations entre le Honduras et le Pérou en matchs officiels :
|   | Date              | Lieu    | Match            | Score | Compétition                     |
| - | ----------------- | ------- | ---------------- | ----- | ------------------------------- |
| 1 | 26 février 1984   | Lima    | Pérou - Honduras | 1-3   | Match amical                    |
| 2 | 27 janvier 1993   | Lima    | Pérou - Honduras | 1-1   | Match amical                    |
| 3 | 5 mai 1994        | Miami   | Honduras - Pérou | 2-1   | Match amical                    |
| 4 | 1er décembre 1999 | Lima    | Pérou - Honduras | 0-0   | Match amical                    |
| 5 | 19 février 2000   | Miami   | Honduras - Pérou | 3-5   | Gold Cup 2000 (quart de finale) |
| 6 | 7 mars 2001       | Miami   | Honduras - Pérou | 0-0   | Match amical                    |
| 7 | 18 novembre 2009  | Miami   | Honduras - Pérou | 1-2   | Match amical                    |
| 8 | 14 novembre 2012  | Houston | Pérou - Honduras | 0-0   | Match amical                    |

#### Bilan
Au 22 août 2018 :
- Total de matchs disputés : 8
- Victoires du Pérou : 2
- Matchs nuls : 4
- Victoires du Honduras : 2
- Total de buts marqués par le Pérou : 10
- Total de buts marqués par le Honduras : 10

### Porto Rico

#### Confrontations
Confrontations entre le Honduras et Porto Rico en matchs officiels :
|   | Date             | Lieu           | Match                 | Score | Compétition                                                       |
| - | ---------------- | -------------- | --------------------- | ----- | ----------------------------------------------------------------- |
| 1 | 4 juin 2008      | San Pedro Sula | Honduras - Porto Rico | 4-0   | Éliminatoires de la Coupe du monde 2010 : zone CONCACAF (2e tour) |
| 2 | 14 juin 2008     | Bayamón        | Porto Rico - Honduras | 2-2   | Éliminatoires de la Coupe du monde 2010 : zone CONCACAF (2e tour) |
| 3 | 5 septembre 2019 | Tegucigalpa    | Honduras - Porto Rico | 4-0   | Match amical                                                      |

#### Bilan
Au 20 novembre 2019 :
- Total de matchs disputés : 3
- Victoires du Honduras : 2
- Matchs nuls : 1
- Victoires de Porto Rico : 0
- Total de buts marqués par le Honduras : 10
- Total de buts marqués par Porto Rico : 2

## Q

### Qatar

#### Confrontations
Confrontations entre le Honduras et la Qatar en matchs officiels : 
|   | Date            | Lieu     | Match            | Score | Compétition              |
| - | --------------- | -------- | ---------------- | ----- | ------------------------ |
| 1 | 20 juillet 2021 | Houston  | Honduras - Qatar | 0-2   | Gold Cup 2021 (gr. D)    |
| 2 | 27 octobre 2022 | Marbella | Qatar - Honduras | 1-0   | Match amical             |
| 3 | 30 juin 2023    | Glendale | Qatar - Honduras | 1-1   | Gold Cup 2023 (groupe B) |

#### Bilan
Au 30 juin 2023 : 
- Total de matchs disputés : 3
- Victoires du Honduras : 0
- Victoires du Qatar : 2
- Matchs nuls : 1
- Total de buts marqués par le Honduras : 1
- Total de buts marqués par le Qatar : 4

## R

### Roumanie

#### Confrontations
Confrontations entre le Honduras et la Roumanie en matchs officiels :
|   | Date        | Lieu                   | Match               | Score | Compétition  |
| - | ----------- | ---------------------- | ------------------- | ----- | ------------ |
| 1 | 5 juin 2010 | Sankt Veit an der Glan | Roumanie - Honduras | 3-0   | Match amical |

#### Bilan
Au 22 août 2018 :
- Total de matchs disputés : 1
- Victoires du Honduras : 0
- Matchs nuls : 0
- Victoires de la Roumanie : 1
- Total de buts marqués par le Honduras : 0
- Total de buts marqués par la Roumanie : 3

## S

### Saint-Vincent-et-les-Grenadines

#### Confrontations
Confrontations en matchs officiels entre Saint-Vincent-et-les-Grenadines et le Honduras :
|   | Date             | Lieu           | Match                                      | Score | Compétition                                                         |
| - | ---------------- | -------------- | ------------------------------------------ | ----- | ------------------------------------------------------------------- |
| 1 | 22 novembre 1992 | Kingstown      | Saint-Vincent-et-les-Grenadines - Honduras | 0-4   | Éliminatoires de la Coupe du monde 1994 (zone CONCACAF - 2e tour)   |
| 2 | 28 novembre 1992 | Tegucigalpa    | Honduras - Saint-Vincent-et-les-Grenadines | 4-0   | Éliminatoires de la Coupe du monde 1994 (zone CONCACAF - 2e tour)   |
| 3 | 13 octobre 1996  | Kingstown      | Saint-Vincent-et-les-Grenadines - Honduras | 1-4   | Éliminatoires de la Coupe du monde 1998 (zone CONCACAF - 2e tour)   |
| 4 | 17 novembre 1996 | San Pedro Sula | Honduras - Saint-Vincent-et-les-Grenadines | 11-3  | Éliminatoires de la Coupe du monde 1998 (zone CONCACAF - 2e tour)   |
| 5 | 16 août 2000     | Tegucigalpa    | Honduras - Saint-Vincent-et-les-Grenadines | 6-0   | Qualification pour la Coupe du monde 2002 (zone CONCACAF - 2e tour) |
| 6 | 14 novembre 2000 | Kingstown      | Saint-Vincent-et-les-Grenadines - Honduras | 0-7   | Qualification pour la Coupe du monde 2002 (zone CONCACAF - 2e tour) |

#### Bilan
Au 22 août 2018 :
- Total de matchs disputés : 6
- Victoires de Saint-Vincent-et-les-Grenadines : 0
- Matchs nuls : 0
- Victoires du Honduras : 6
- Total de buts marqués par Saint-Vincent-et-les-Grenadines : 4
- Total de buts marqués par le Honduras : 36

### Salvador

#### Confrontations
Confrontations en matchs officiels entre le Salvador et le Honduras, :
|    | Date              | Lieu            | Match               | Score           | Compétition                                                         |
| -- | ----------------- | --------------- | ------------------- | --------------- | ------------------------------------------------------------------- |
| 1  | 7 novembre 1927   | Tegucigalpa     | Honduras - Salvador | 1-0             | Match amical                                                        |
| 2  | 8 novembre 1927   | Tegucigalpa     | Honduras - Salvador | 0-0             | Match amical                                                        |
| 3  | 7 décembre 1928   | San Salvador    | Salvador - Honduras | 5-0             | Match amical                                                        |
| 4  | 29 mars 1930      | La Havane       | Salvador - Honduras | 1-4             | Jeux d'Amérique centrale et des Caraïbes de 1930 (tour final)       |
| 5  | 28 mars 1935      | San Salvador    | Salvador - Honduras | 3-4             | Jeux d'Amérique centrale et des Caraïbes de 1935 (tour final)       |
| 6  | 11 octobre 1937   | San Salvador    | Salvador - Honduras | 3-2             | Match amical                                                        |
| 7  | 10 mars 1946      | San José        | Salvador - Honduras | 3-1             | Coupe CCCF 1946                                                     |
| 8  | 11 mars 1950      | Guatemala       | Salvador - Honduras | 1-2             | Jeux d'Amérique centrale et des Caraïbes de 1950 (tour final)       |
| 9  | 15 mars 1953      | San José        | Salvador - Honduras | 0-3             | Coupe CCCF 1953                                                     |
| 10 | 18 juin 1955      | San Salvador    | Salvador - Honduras | 2-2             | Match amical                                                        |
| 11 | 19 juin 1955      | San Salvador    | Salvador - Honduras | 0-0             | Match amical                                                        |
| 12 | 17 août 1955      | Tegucigalpa     | Honduras - Salvador | 3-1             | Coupe CCCF 1955                                                     |
| 13 | 13 décembre 1959  | San Salvador    | Salvador - Honduras | 1-0             | Match amical                                                        |
| 14 | 2 mars 1961       | San José        | Salvador - Honduras | 1-0             | Coupe CCCF 1961 (gr. 2)                                             |
| 15 | 18 mars 1961      | San José        | Salvador - Honduras | 5-1             | Coupe CCCF 1961 (tour final)                                        |
| 16 | 31 mars 1963      | San Salvador    | Salvador - Honduras | 2-2             | Coupe des nations de la CONCACAF 1963 (gr. 1)                       |
| 17 | 3 avril 1963      | San Salvador    | Salvador - Honduras | 3-0             | Coupe des nations de la CONCACAF 1963 (tour final)                  |
| 18 | 14 mars 1965      | San Salvador    | Salvador - Honduras | 3-1             | Championnat de la CONCACAF 1965 (qualifications)                    |
| 19 | 17 juillet 1968   | Tegucigalpa     | Honduras - Salvador | 0-0             | Match amical                                                        |
| 20 | 31 juillet 1968   | San Salvador    | Salvador - Honduras | 2-1             | Match amical                                                        |
| 21 | 8 juin 1969       | Tegucigalpa     | Honduras - Salvador | 1-0             | Éliminatoires de la Coupe du monde 1970 (zone CONCACAF - 2e tour)   |
| 22 | 15 juin 1969      | San Salvador    | Salvador - Honduras | 3-0             | Éliminatoires de la Coupe du monde 1970 (zone CONCACAF - 2e tour)   |
| 23 | 28 juin 1969      | Mexico          | Salvador - Honduras | 3-2 (ap)        | Éliminatoires de la Coupe du monde 1970 (zone CONCACAF - 2e tour)   |
| 24 | 23 novembre 1980  | San Salvador    | Salvador - Honduras | 2-1             | Coupe des nations de la CONCACAF 1981 (tour préliminaire)           |
| 25 | 30 novembre 1980  | Tegucigalpa     | Honduras - Salvador | 2-0             | Coupe des nations de la CONCACAF 1981 (tour préliminaire)           |
| 26 | 16 novembre 1981  | Tegucigalpa     | Honduras - Salvador | 0-0             | Coupe des nations de la CONCACAF 1981 (tour final)                  |
| 27 | 18 avril 1982     | San Salvador    | Salvador - Honduras | 3-2             | Match amical                                                        |
| 28 | 22 avril 1982     | San Pedro Sula  | Honduras - Salvador | 1-1             | Match amical                                                        |
| 29 | 10 mars 1985      | San Salvador    | Salvador - Honduras | 1-2             | Coupe des nations de la CONCACAF 1985 (tour préliminaire)           |
| 30 | 14 mars 1985      | Tegucigalpa     | Honduras - Salvador | 0-0             | Coupe des nations de la CONCACAF 1985 (tour préliminaire)           |
| 31 | 29 avril 1987     | Tegucigalpa     | Honduras - Salvador | 1-0             | Match amical                                                        |
| 32 | 6 mai 1987        | San Salvador    | Salvador - Honduras | 1-2             | Match amical                                                        |
| 33 | 18 mars 1988      | Los Angeles     | Salvador - Honduras | 0-0             | Match amical                                                        |
| 34 | 25 septembre 1988 | Los Angeles     | Salvador - Honduras | 0-0             | Match amical                                                        |
| 35 | 2 juin 1991       | San José        | Honduras - Salvador | 2-1             | Coupe UNCAF des nations 1991                                        |
| 36 | 17 mars 1992      | Los Angeles     | Salvador - Honduras | 1-1             | Match amical                                                        |
| 37 | 12 août 1992      | Los Angeles     | Salvador - Honduras | 0-3             | Match amical                                                        |
| 38 | 13 septembre 1992 | San Salvador    | Salvador - Honduras | 3-1             | Match amical                                                        |
| 39 | 18 septembre 1992 | San Pedro Sula  | Honduras - Salvador | 1-1             | Match amical                                                        |
| 40 | 9 mars 1993       | Tegucigalpa     | Honduras - Salvador | 3-0             | Coupe UNCAF des nations 1993                                        |
| 41 | 25 avril 1993     | Tegucigalpa     | Honduras - Salvador | 2-0             | Éliminatoires de la Coupe du monde 1994 (zone CONCACAF - 3e tour)   |
| 42 | 9 mai 1993        | San Salvador    | Salvador - Honduras | 2-1             | Éliminatoires de la Coupe du monde 1994 (zone CONCACAF - 3e tour)   |
| 43 | 3 mai 1994        | Miami           | Salvador - Honduras | 3-1             | Match amical                                                        |
| 44 | 14 août 1996      | San Pedro Sula  | Honduras - Salvador | 2-1             | Match amical                                                        |
| 45 | 21 août 1996      | San Salvador    | Salvador - Honduras | 1-2             | Match amical                                                        |
| 46 | 21 octobre 1996   | Tegucigalpa     | Honduras - Salvador | 1-1             | Match amical                                                        |
| 47 | 18 avril 1997     | Guatemala       | Honduras - Salvador | 3-0             | Coupe UNCAF des nations 1997 (gr. B)                                |
| 48 | 27 avril 1997     | Guatemala       | Honduras - Salvador | 0-0             | Coupe UNCAF des nations 1997 (tour final)                           |
| 49 | 28 janvier 1998   | San Salvador    | Salvador - Honduras | 1-1             | Match amical                                                        |
| 50 | 18 novembre 1998  | Los Angeles     | Salvador - Honduras | 1-2             | Match amical                                                        |
| 51 | 24 mars 1999      | San José        | Honduras - Salvador | 3-1             | Coupe UNCAF des nations 1999 (tour final)                           |
| 52 | 9 février 2001    | San Pedro Sula  | Honduras - Salvador | 5-1             | Match amical                                                        |
| 53 | 16 juillet 2000   | San Salvador    | Salvador - Honduras | 2-5             | Qualification pour la Coupe du monde 2002 (zone CONCACAF - 2e tour) |
| 54 | 2 septembre 2000  | Tegucigalpa     | Honduras - Salvador | 5-0             | Qualification pour la Coupe du monde 2002 (zone CONCACAF - 2e tour) |
| 55 | 27 mai 2001       | San Pedro Sula  | Honduras - Salvador | 1-1             | Coupe UNCAF des nations 2001 (gr. A)                                |
| 56 | 15 février 2003   | Panama          | Salvador - Honduras | 1-0             | Coupe UNCAF des nations 2003 (tour final)                           |
| 57 | 29 juin 2003      | Tegucigalpa     | Honduras - Salvador | 1-1             | Match amical                                                        |
| 58 | 3 août 2004       | San Salvador    | Salvador - Honduras | 0-4             | Match amical                                                        |
| 59 | 6 septembre 2006  | Tegucigalpa     | Honduras - Salvador | 2-0             | Match amical                                                        |
| 60 | 24 mars 2007      | Fort Lauderdale | Honduras - Salvador | 2-0             | Match amical                                                        |
| 61 | 27 mars 2007      | Cary            | Honduras - Salvador | 2-0             | Match amical                                                        |
| 62 | 22 août 2007      | San Salvador    | Salvador - Honduras | 2-0             | Match amical                                                        |
| 63 | 26 janvier 2009   | Tegucigalpa     | Honduras - Salvador | 2-0             | Coupe UNCAF des nations 2009 (gr. A)                                |
| 64 | 1er février 2009  | Tegucigalpa     | Honduras - Salvador | 1-0             | Coupe UNCAF des nations 2009 (match pour la 3e place)               |
| 65 | 10 juin 2009      | San Pedro Sula  | Honduras - Salvador | 1-0             | Éliminatoires de la Coupe du monde 2010 : zone CONCACAF (4e tour)   |
| 66 | 14 octobre 2009   | San Salvador    | Salvador - Honduras | 0-1             | Éliminatoires de la Coupe du monde 2010 : zone CONCACAF (4e tour)   |
| 67 | 4 septembre 2010  | Los Angeles     | Salvador - Honduras | 2-2 (tab : 3-4) | Match amical                                                        |
| 68 | 21 janvier 2011   | Panama          | Honduras - Salvador | 2-0             | Copa Centroamericana 2011 (demi-finale)                             |
| 69 | 29 mai 2011       | Houston         | Salvador - Honduras | 2-2             | Match amical                                                        |
| 70 | 2 juin 2012       | Washington      | Honduras - Salvador | 3-0             | Match amical                                                        |
| 71 | 18 janvier 2013   | San José        | Honduras - Salvador | 1-1             | Copa Centroamericana 2013 (gr. B)                                   |
| 72 | 12 juillet 2013   | Miami           | Honduras - Salvador | 1-0             | Gold Cup 2013 (gr. B)                                               |
| 73 | 7 septembre 2014  | Dallas          | Salvador - Honduras | 1-0             | Copa Centroamericana 2014 (gr. A)                                   |
| 74 | 31 mai 2015       | Washington      | Honduras - Salvador | 2-0             | Match amical                                                        |
| 75 | 25 mars 2016      | San Salvador    | Salvador - Honduras | 2-2             | Éliminatoires de la Coupe du monde 2018 (zone CONCACAF, 4e tour)    |
| 76 | 29 mars 2016      | San Pedro Sula  | Honduras - Salvador | 2-0             | Éliminatoires de la Coupe du monde 2018 (zone CONCACAF, 4e tour)    |
| 77 | 15 janvier 2017   | Panama          | Salvador - Honduras | 1-2             | Copa Centroamericana 2017                                           |
| 78 | 27 mai 2017       | Washington      | Salvador - Honduras | 2-2             | Match amical                                                        |
| 79 | 2 juin 2018       | Houston         | Salvador - Honduras | 1-0             | Match amical                                                        |
| 80 | 25 juin 2019      | Los Angeles     | Honduras - Salvador | 4-0             | Gold Cup 2019 (gr. C)                                               |
| 81 | 5 septembre 2021  | San Salvador    | Salvador - Honduras | 0-0             | Éliminatoires de la Coupe du monde de football 2022                 |
| 82 | 30 janvier 2022   | San Pedro Sula  | Honduras - Salvador | 0-2             | Éliminatoires de la Coupe du monde de football 2022                 |
| 83 | 26 mars 2024      | Houston         | Salvador - Honduras | 1-1             | Match amical                                                        |

#### Bilan
Au 30 mars 2024 :
- Total de matchs disputés : 83
- Victoires du Salvador : 23
- Matchs nuls : 24
- Victoires du Honduras : 39
- Total de buts marqués par le Salvador : 90
- Total de buts marqués par le Honduras : 128

### Serbie et Yougoslavie

#### Confrontations
Confrontations entre la Yougoslavie puis la Serbie et le Honduras en matchs officiels.
|   | Date             | Lieu           | Match                  | Score | Compétition                 |
| - | ---------------- | -------------- | ---------------------- | ----- | --------------------------- |
| 1 | 24 juin 1982     | Saragosse      | Yougoslavie - Honduras | 1-0   | Coupe du monde 1982 (gr. 5) |
| 2 | 14 novembre 2011 | San Pedro Sula | Honduras - Serbie      | 2-0   | Match amical                |

#### Bilan
Au 22 août 2018 :
- Total de matchs disputés : 2
- Victoires du Honduras : 1
- Matchs nuls : 0
- Victoires de la Yougoslavie puis la Serbie : 1
- Total de buts marqués par le Honduras  : 2
- Total de buts marqués par la Yougoslavie puis la Serbie : 1

### Slovénie

#### Confrontations
Confrontations entre le Honduras et la Slovénie en matchs officiels :
|   | Date            | Lieu      | Match               | Score | Compétition  |
| - | --------------- | --------- | ------------------- | ----- | ------------ |
| 1 | 12 février 2002 | Hong Kong | Slovénie - Honduras | 1-5   | Match amical |

#### Bilan
Au 22 août 2018 :
- Total de matchs disputés : 1
- Victoires du Honduras : 1
- Matchs nuls : 0
- Victoires de la Slovénie : 0
- Total de buts marqués par le Honduras : 5
- Total de buts marqués par la Slovénie : 1

### Suisse
Confrontations entre le Honduras et la Suisse en matchs officiels :
|   | Date         | Lieu         | Match             | Score | Compétition                 |
| - | ------------ | ------------ | ----------------- | ----- | --------------------------- |
| 1 | 25 juin 2010 | Bloemfontein | Suisse - Honduras | 0-0   | Coupe du monde 2010 (gr. H) |
| 2 | 25 juin 2014 | Manaus       | Honduras - Suisse | 0-3   | Coupe du monde 2014 (gr. E) |

#### Bilan
Au 22 août 2018 :
- Total de matchs disputés : 1
- Victoires du Honduras : 0
- Matchs nuls : 1
- Victoires de la Suisse : 1
- Total de buts marqués par le Honduras : 0
- Total de buts marqués par la Suisse : 3

### Suriname

#### Confrontations
Confrontations entre le Honduras et le Suriname en matchs officiels :
|   | Date            | Lieu        | Match               | Score | Compétition                                               |
| - | --------------- | ----------- | ------------------- | ----- | --------------------------------------------------------- |
| 1 | 15 février 1960 | La Havane   | Honduras - Suriname | 1-1   | Coupe CCCF 1960                                           |
| 2 | 3 mars 1985     | Tegucigalpa | Honduras - Suriname | 1-1   | Coupe des nations de la CONCACAF 1985 (tour préliminaire) |
| 3 | 6 mars 1985     | Tegucigalpa | Honduras - Suriname | 2-1   | Coupe des nations de la CONCACAF 1985 (tour préliminaire) |

#### Bilan
Au 22 août 2018 :
- Total de matchs disputés : 3
- Victoires du Honduras : 1
- Matchs nuls : 2
- Victoires du Suriname : 0
- Total de buts marqués par le Honduras : 4
- Total de buts marqués par le Suriname : 3

## T

### Trinité-et-Tobago

#### Confrontations
Confrontations en matchs officiels entre Trinité-et-Tobago et le Honduras :
|    | Date               | Lieu           | Match                         | Score | Compétition                                                            |
| -- | ------------------ | -------------- | ----------------------------- | ----- | ---------------------------------------------------------------------- |
| 1  | 15 mars 1967       | Tegucigalpa    | Honduras - Trinité-et-Tobago  | 1-0   | Coupe des nations de la CONCACAF 1967 (tour final)                     |
| 2  | 1er décembre 1971  | Port-d'Espagne | Trinité-et-Tobago - Honduras  | 1-1   | Coupe des nations de la CONCACAF 1971 (tour final)                     |
| 3  | 29 novembre 1973   | Port-au-Prince | Honduras - Trinité-et-Tobago  | 2-1   | Coupe des nations de la CONCACAF 1973 (tour final)                     |
| 4  | 30 octobre 1988    | Port-d'Espagne | Trinité-et-Tobago - Honduras  | 0-0   | Coupe des nations de la CONCACAF 1989 (tour préliminaire)              |
| 5  | 13 novembre 1988   | Tegucigalpa    | Honduras - Trinité-et-Tobago  | 1-1   | Match amical                                                           |
| 6  | 28 juillet 1996    | Tegucigalpa    | Honduras - Trinité-et-Tobago  | 0-0   | Match amical                                                           |
| 7  | 1er février 1998   | Oakland        | Honduras - Trinité-et-Tobago  | 1-3   | Gold Cup 1998 (gr. B)                                                  |
| 8  | 17 novembre 1999   | San Pedro Sula | Honduras - Trinité-et-Tobago  | 3-2   | Match amical                                                           |
| 9  | 16 juin 2001       | Port-d'Espagne | Trinité-et-Tobago - Honduras  | 2-4   | Qualification pour la Coupe du monde 2002 (zone CONCACAF - tour final) |
| 10 | 7 octobre 2001     | San Pedro Sula | Honduras - Trinité-et-Tobago  | 0-1   | Qualification pour la Coupe du monde 2002 (zone CONCACAF - tour final) |
| 11 | 25 avril 2003      | Fort-de-France | Trinité-et-Tobago - Honduras  | 0-2   | Gold Cup 2003 (tour préliminaire)                                      |
| 12 | 6 juillet 2005     | Miami          | Trinité-et-Tobago - Honduras  | 1-1   | Gold Cup 2005 (gr. A)                                                  |
| 13 | 2 juin 2007        | San Pedro Sula | Honduras - Trinité-et-Tobago  | 3-1   | Match amical                                                           |
| 14 | 28 mars 2009       | Port-d'Espagne | Trinité-et-Tobago - Honduras  | 1-1   | Éliminatoires de la Coupe du monde 2010 : zone CONCACAF (4e tour)      |
| 15 | 5 septembre 2009   | San Pedro Sula | Honduras - Trinité-et-Tobago  | 4-1   | Éliminatoires de la Coupe du monde 2010 : zone CONCACAF (4e tour)      |
| 16 | 15 juillet 2013    | Houston        | Honduras - Trinité-et-Tobago  | 0-2   | Gold Cup 2013 (gr. B)                                                  |
| 17 | 15 novembre 2016   | San Pedro Sula | Honduras - Trinité-et-Tobago  | 3-1   | Éliminatoires de la Coupe du monde 2018 (zone CONCACAF, 5e tour)       |
| 18 | 1er septembre 2017 | Couva          | Honduras - Trinité-et-Tobago  | 1-2   | Éliminatoires de la Coupe du monde 2018 (zone CONCACAF, 5e tour)       |
| 19 | 10 octobre 2019    | Port-d'Espagne | Trinité-et-Tobago - Honduras  | 0-2   | Ligue des nations de la CONCACAF 2019-2020 (Ligue A - gr. C)           |
| 20 | 17 novembre 2019   | San Pedro Sula | Honduras - Trinité-et-Tobago  | 4-0   | Ligue des nations de la CONCACAF 2019-2020 (Ligue A - gr. C)           |
| 21 | 6 septembre 2024   | Tegucigalpa    | Honduras - Trinité-et-Toabago | 4-0   | Ligue des nations de la CONCACAF 2024-2025 (Ligue A - gr. B)           |

#### Bilan
Au 3 octobre 2024 :
- Total de matchs disputés : 21
- Victoires de Trinité-et-Tobago : 3
- Matchs nuls : 6
- Victoires du Honduras : 15
- Total de buts marqués par Trinité-et-Tobago : 19
- Total de buts marqués par le Honduras : 39

### Turquie

#### Confrontations
Confrontations entre le Honduras et la Turquie en matchs officiels :
|   | Date           | Lieu       | Match              | Score | Compétition  |
| - | -------------- | ---------- | ------------------ | ----- | ------------ |
| 1 | 11 juin 1995   | Toronto    | Honduras - Turquie | 0-1   | Match amical |
| 2 | 3 février 2010 | Istanbul   | Turquie - Honduras | 2-0   | Match amical |
| 3 | 29 mai 2015    | Washington | Turquie - Honduras | 2-0   | Match amical |

#### Bilan
Au 22 août 2018 :
- Total de matchs disputés : 3
- Victoires du Honduras : 0
- Matchs nuls : 0
- Victoires de la Turquie : 3
- Total de buts marqués par le Honduras : 0
- Total de buts marqués par la Turquie : 5

## U

### Uruguay

#### Confrontations
Confrontations entre le Honduras et l'Uruguay en matchs officiels.
|   | Date            | Lieu     | Match              | Score           | Compétition                                |
| - | --------------- | -------- | ------------------ | --------------- | ------------------------------------------ |
| 1 | 19 juillet 2001 | Medellín | Honduras - Uruguay | 1-0             | Copa América 2001 (gr. C)                  |
| 2 | 29 juillet 2001 | Bogota   | Honduras - Uruguay | 2-2 (tab : 5-4) | Copa América 2001 (match pour la 3e place) |

#### Bilan
Au 22 août 2018 :
- Total de matchs disputés : 2
- Victoires de l'Uruguay : 0
- Victoires du Honduras : 1
- Matchs nuls : 1
- Total de buts marqués par l'Uruguay : 2
- Total de buts marqués par le Honduras : 3

## V

### Venezuela

#### Confrontations
Confrontations entre le Honduras et le Venezuela en matchs officiels :
|    | Date             | Lieu            | Match                | Score | Compétition  |
| -- | ---------------- | --------------- | -------------------- | ----- | ------------ |
| 1  | 22 juin 1996     | San Pedro Sula  | Honduras - Venezuela | 1-0   | Match amical |
| 2  | 7 juin 2003      | Miami           | Venezuela - Honduras | 2-1   | Match amical |
| 3  | 10 mars 2004     | Maracaibo       | Venezuela - Honduras | 2-1   | Match amical |
| 4  | 16 août 2006     | Maracay         | Venezuela - Honduras | 0-0   | Match amical |
| 5  | 25 mai 2007      | Mérida          | Venezuela - Honduras | 2-1   | Match amical |
| 6  | 30 mai 2008      | Fort Lauderdale | Honduras - Venezuela | 1-1   | Match amical |
| 7  | 21 avril 2010    | San Pedro Sula  | Honduras - Venezuela | 0-1   | Match amical |
| 8  | 10 août 2011     | Fort Lauderdale | Honduras - Venezuela | 2-0   | Match amical |
| 9  | 5 mars 2014      | San Pedro Sula  | Honduras - Venezuela | 2-1   | Match amical |
| 10 | 4 février 2015   | San Pedro Sula  | Honduras - Venezuela | 2-3   | Match amical |
| 11 | 11 février 2015  | Barinas         | Venezuela - Honduras | 2-1   | Match amical |
| 12 | 4 septembre 2015 | Puerto Ordaz    | Venezuela - Honduras | 0-3   | Match amical |
| 13 | 15 juin 2023     | Washington      | Venezuela - Honduras | 1-0   | Match amical |

#### Bilan
Au 22 juin 2023 :
- Total de matchs disputés : 13
- Victoires du Honduras : 5
- Victoires du Venezuela : 6
- Matchs nuls : 2
- Total de buts marqués par le Honduras : 15
- Total de buts marqués par le Venezuela : 15

## Z

### Zambie

#### Confrontations
Confrontations entre le Honduras et la Zambie en matchs officiels :
|   | Date             | Lieu           | Match             | Score | Compétition  |
| - | ---------------- | -------------- | ----------------- | ----- | ------------ |
| 1 | 15 décembre 1999 | San Pedro Sula | Honduras - Zambie | 7-1   | Match amical |

#### Bilan
Au 22 août 2018 :
- Total de matchs disputés : 1
- Victoires du Honduras : 1
- Matchs nuls : 0
- Victoires de la Zambie : 0
- Total de buts marqués par le Honduras : 7
- Total de buts marqués par la Zambie : 1